# Chemins de fer roumains
Vous lisez un « article de qualité » labellisé en 2007.
Pour les articles homonymes, voir CFR.
Les Chemins de fer roumains (en roumain : Căile Ferate Române ou CFR pour Compania Națională de Căi Ferate CFR SA) sont l'entreprise publique responsable de l'exploitation du réseau ferré roumain.
Les CFR existent en tant que compagnie ferroviaire depuis le 1er avril 1880, même si la première ligne de chemin de fer sur le territoire actuel de la Roumanie a été ouverte en 1854 dans le Banat, alors autrichien, la seconde et la troisième ayant été construites en 1856 en Valachie et en Dobrogée par les Britanniques, de Bucarest-Filaret à Giurgiu et de Cernavodă à Constanța pour écouler les grains des Principautés danubiennes. Le réseau s’est progressivement étendu durant les XIXe et XXe siècles, puis a été modernisé dans le cadre d'une diéselisation du parc et de l’électrification de certaines lignes après la Seconde Guerre mondiale. Même si le transport par rail est privilégié sous tous les gouvernements qui se succédent jusqu'en 1948 et ensuite par le régime communiste jusqu’à la présidence de Ceaușescu, les chemins de fer roumains, faute d’entretien et d’investissement, se révèlent vétustes en 1989 lorsque la dictature s’effondre.
Après le rétablissement de la démocratie au début des années 1990, la Roumanie passe à l’économie de marché, mais faute d’un programme précis de restructurations et d’investissements, cette transition s’opère de manière improvisée et profite au tout-routier, tandis que le trafic ferroviaire (ainsi que tous les transports collectifs y compris urbains) déclinent. Pour enrayer ce déclin, l’entreprise CFR a été restructurée en 1998 et organisée en quatre filiales principales : CFR Călători, chargée du trafic de voyageurs, CFR Marfă, chargée du fret, CFR Infrastructură, gestionnaire de l'infrastructure du réseau ferré roumain, Societatea Feroviară de Turism ou SFT, qui exploite des trains touristiques ; une cinquième société,  Societatea Informatica Feroviara SA, apparue le 1er novembre 2002, est chargée de la gestion informatique du réseau et des études prospectives. Une partie du réseau, long de plus de 11 000 kilomètres, a été privatisée. Depuis cette date, des investissements importants ont été réalisés pour le confort du matériel, de nouvelles rames ayant été achetées. La signalisation et la billetterie ont été mises aux normes modernes, la sécurité des infrastructures (victimes de vols de métaux ou de sabotages délibérés de la concurrence routière) a été renforcée. De plus, le réseau a renforcé ses liens avec les chemins de fer voisins, ce qui a permis l'organisation de services de transport de voyageurs et de marchandises paneuropéens mais les investissements sont en panne dans les années 2010. Les CFR, dont le code international UIC est 53 RO, disposent d'un siège central à Bucarest et de sept divisions régionales à Brașov, Cluj-Napoca, Constanța, Craiova, Galați, Iași et Timișoara.

## Histoire

### LeXIXesiècle
La première ligne ouverte sur le territoire actuel de la Roumanie l’a été dans le Banat, le 20 août 1854, entre Oravița et Baziaș, port sur le Danube au niveau des Portes de Fer. Cette ligne, d’une longueur de 62,5 km, ne servait qu'à transporter le charbon pour approvisionner les bateaux à vapeur. À partir du 12 janvier 1855, la ligne fut exploitée par les chemins de fer autrichiens, le Banat faisant à cette époque partie de l’empire d'Autriche (devenu Empire austro-hongrois en 1867). Après plusieurs mois de travaux, la ligne fut également ouverte au trafic de voyageurs le 1er novembre 1856.
Entre 1864 et 1880, plusieurs chemins de fer furent construits dans ce qui était alors le royaume de Roumanie. Le 11 septembre 1865, sur décision du gouvernement de Roumanie, la compagnie britannique John Trevor-Barkley commença la construction de la ligne Bucarest–Giurgiu. Cette ligne fut mise en service le 31 octobre 1869. Cette ligne était le premier chemin de fer construit sur le territoire roumain de l'époque.
En septembre 1866, le parlement roumain vota la construction d'une ligne de chemin de fer de 915 km de Vârciorova dans le Sud, à Roman dans le nord, via Pitești, Bucarest, Buzău, Brăila, Galați et Tecuci, tous centres importants de population. Le coût de la construction était alors de 270 000 francs-or par kilomètre et fut souscrit par le consortium allemand Strousberg. La ligne fut mise en service en plusieurs étapes, la première, concernant le tronçon Pitești-Bucarest-Galați-Roman, fut inaugurée le 13 septembre 1872, tandis que le tronçon Vârciorova-Pitești n’ouvrit que quelques années plus tard, le 9 mai 1878. La ligne Vârciorova-Roman constitua un élément majeur de l’infrastructure ferroviaire de la Roumanie car elle desservait tout le royaume et assurait une liaison importante pour les voyageurs et les marchandises entre plusieurs villes de Valachie et de Moldavie.
En mai 1868, l’État roumain conclut un accord avec un autre consortium allemand, connu sous le nom de consortium Offenheim, pour la construction de plusieurs lignes plus courtes dans la région de Moldavie. Ces lignes, d’une longueur totale de 224 km, devaient aller de Roman à Ițcani, de Pașcani à Iași et de Verești à Botoșani. Elles furent mises en service progressivement de décembre 1869 à novembre 1871. À cause de leur mauvaise gestion par le consortium Offenheim, ces lignes furent placées sous l’administration des CFR en janvier 1889.
Le 10 septembre 1868, la Gara de Nord (gare du Nord) de Bucarest fut achevée. En janvier 1880, le parlement roumain vota le transfert de propriété de la ligne Vârciorova-Roman du consortium privé Strousberg au profit de l'État, plaçant la ligne sous l’administration des CFR. 1880 marque donc le début de l’institution des Căile Ferate Române. La première administration des CFR fut l’œuvre des MM. Kalinderu, Stătescu et Fălcoianu.
Entre-temps, à la suite de la défaite turque dans la guerre russo-turque de 1877-1878, la Roumanie obtint en plus de son indépendance, la région de Dobrogée, qui s’était trouvée sous domination ottomane depuis 1422. L’État roumain transféra sous administration des CFR la ligne de Cernavodă, ouverte par une compagnie britannique à la fin de l’époque ottomane en 1860 pour transporter les grains des principautés danubiennes jusqu'au port de Constanța. La ligne Bucarest–Giurgiu, première ligne construite dans le royaume de Roumanie, fut aussi placée sous administration des CFR à cette époque, les compagnies anglaises étant dédommagées.
À compter de 1889, l’État roumain devint seul propriétaire de toutes les lignes de chemin de fer du royaume de Roumanie, réseau dont la longueur atteignait une longueur totale de 1 377 km. La structure principale du réseau mise plus ou moins en place, les 25 années précédant la Première Guerre mondiale virent la construction d'axes secondaires, mais le réseau roumain a été fortement marqué et modifié par les recompositions territoriales ayant affecté le pays.

### Le début duXXesiècle

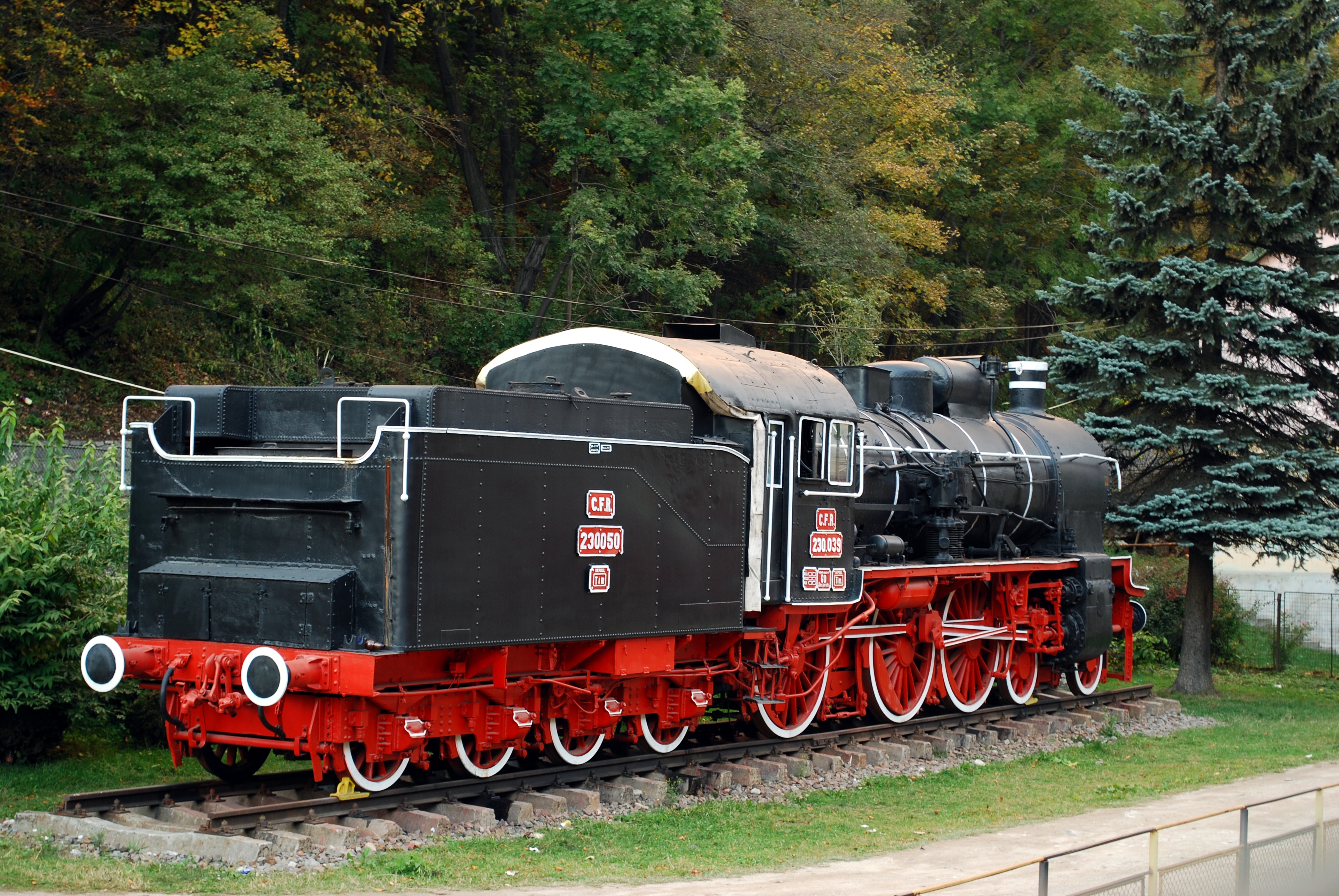
Une ancienne locomotive 230 - no 230039 - des CFR, destinée à la traction des trains de voyageurs, exposée en gare de Sinaia.

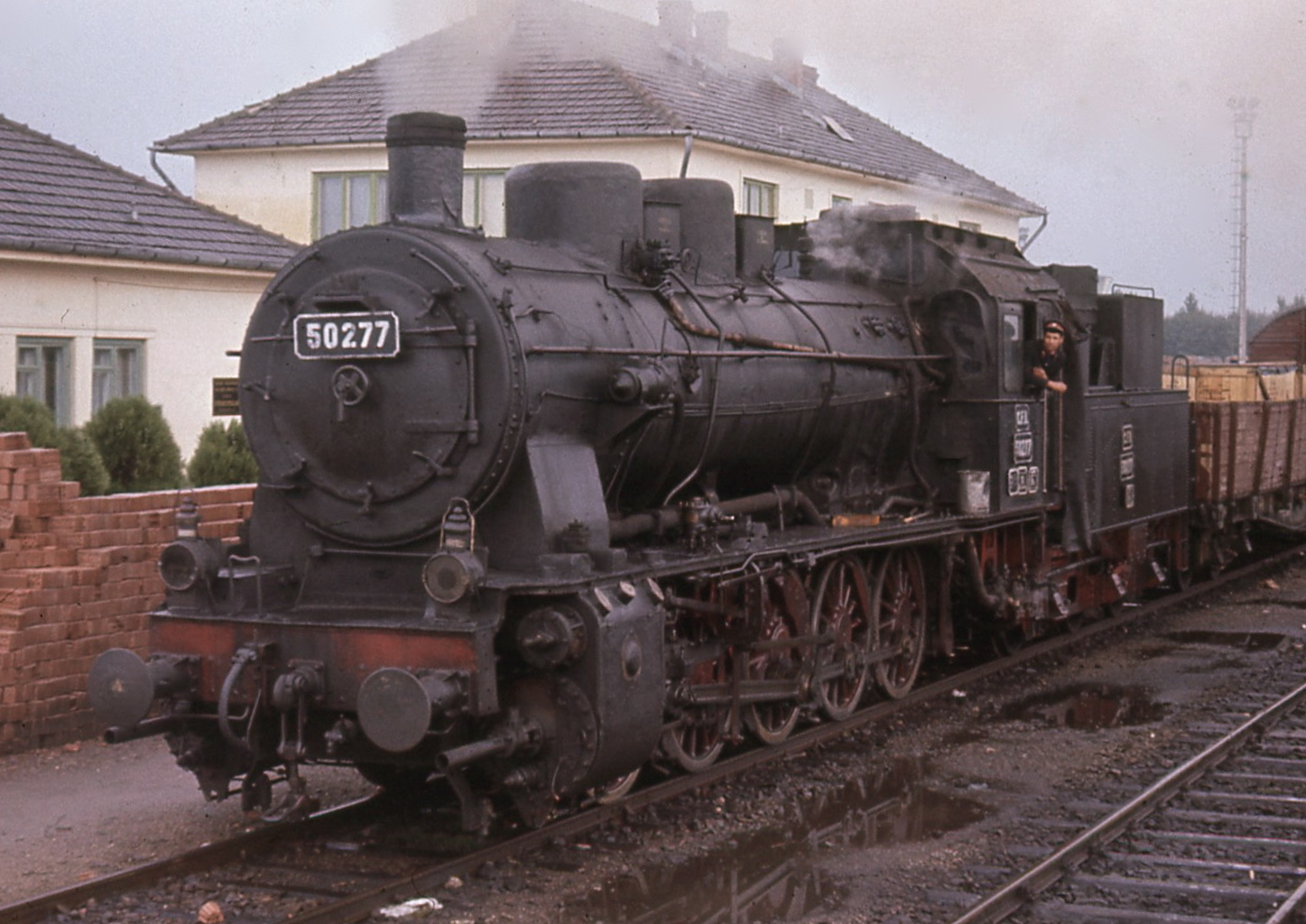
CFR no 050.277, ex DR 57.3062, ex Hal 5977. Machine allemande utilisée par les CFR après la Seconde Guerre mondiale.

La première ligne électrifiée d'Europe de l'Est (et la huitième du monde) fut établie en 1913, lorsque la Transylvanie faisait encore partie de l'Autriche-Hongrie, sur le trajet Arad-Podgoria,.
En 1918, les régions de Transylvanie, de Bessarabie et de Bucovine s'unirent au « Vieux Royaume » pour former la grande Roumanie. En conséquence, toutes les lignes de chemin de fer de ces régions, appartenant précédemment à l'Autriche-Hongrie ou à l'Empire russe, furent placées sous l'administration des CFR. Cet événement fut important pour les chemins de fer roumains parce qu’il signifiait que les grandes usines de construction de matériel ferroviaire et de produits sidérurgiques de Reșița ainsi que celles « Astra » d’Arad, qui se trouvaient auparavant en territoire austro-hongrois, étaient désormais en Roumanie, ce qui permit par la suite de produire une vaste gamme de matériel roulant et de locomotives pour les CFR.
Face à l'augmentation du trafic, la mise à double voie des artères principales fut envisagée dès la fin du XIXe siècle, puis réalisée progressivement ; une deuxième voie étant construite parallèlement à la première pour augmenter la capacité d’écoulement du trafic. Dès 1912, une première ligne fut doublée sur l'ensemble de son parcours, celle de Bucarest-Ploiești-Câmpina. Dans la période de l’entre-deux-guerres, divers autres itinéraires furent mis à double voie, dont :
- Constanța–Cernavodă (1931)
- Adjud–Tecuci (1933)
- Teiuș–Apahida (1940)
- Câmpina–Brașov (1941)
- Buzău–Mărășești (1942)

Pendant les années 1920 et 1930, les CFR acquirent de nombreuses locomotives et des voitures et wagons, s’engageant dans un plan de modernisation généralisé. La traction diesel fut introduite, et les rames diesel rapides Malaxa (dont une version modernisée est encore en service pour les trains de banlieue dans le Banat) furent construites.
Un événement marquant de l’histoire des chemins de fer roumains fut la grève Grivița de 1933, qui se déroula durant la Grande Dépression et donna lieu à de violents affrontements entre les cheminots roumains et la police. Après leur prise de pouvoir en 1945, les communistes ont fait de cette grève un symbole et s’en sont attribué le rôle principal.
La Seconde Guerre mondiale a été moins destructrice pour le réseau ferré roumain que pour un certain nombre de ses homologues européens. L’attitude de l’État roumain, d’abord proche des Alliés sous le règne du roi Carol II, puis allié de l’Allemagne sous la dictature d’Ion Antonescu dans la guerre contre l’URSS, puis passé dans le camp de la Grande alliance contre le fascisme à partir du coup d’État démocratique du roi Michel Ier du 23 août 1944, a permis de limiter les combats sur le sol roumain. Le retournement d’alliances s’est déroulé en coordination avec une offensive de grande envergure de l’Armée rouge et les bombardements alliés sur la Roumanie ont frappé davantage les installations pétrolières qui alimentaient les armées de l’Axe que les moyens de communication. Ces mêmes bombardements ont détruit en partie la gare de triage de Bucarest-Basarab et les « collections sur rail » du Musée des Chemins de Fer attenant à la Gare du Nord. Quant aux occupants et alliés soviétiques, ils n’ont pas pu emporter beaucoup de matériel ferroviaire conformément aux conditions de l’armistice du 12 novembre 1944, car 8,5 centimètres de différence séparent l’écartement roumain de 1,435 mm de l’écartement russe de 1,520 mm.

### L'époque communiste
Après l’avènement du régime régime communiste le 6 mars 1945 et de la république en 1948, des investissements très importants furent réalisés dans l’infrastructure ferroviaire, souvent au détriment des autres infrastructures, en particulier des routes. Pendant cette période, les chemins de fer étaient considérés comme un symbole de l’industrialisation rapide de la Roumanie sous la direction du dirigeant communiste Gheorghe Gheorghiu-Dej. Outre l’augmentation du trafic ferroviaire et la construction de liaisons nouvelles, le gros de l’électrification et des mises à double-voie a été réalisé au début du mandat de Nicolae Ceaușescu (1965-1975).

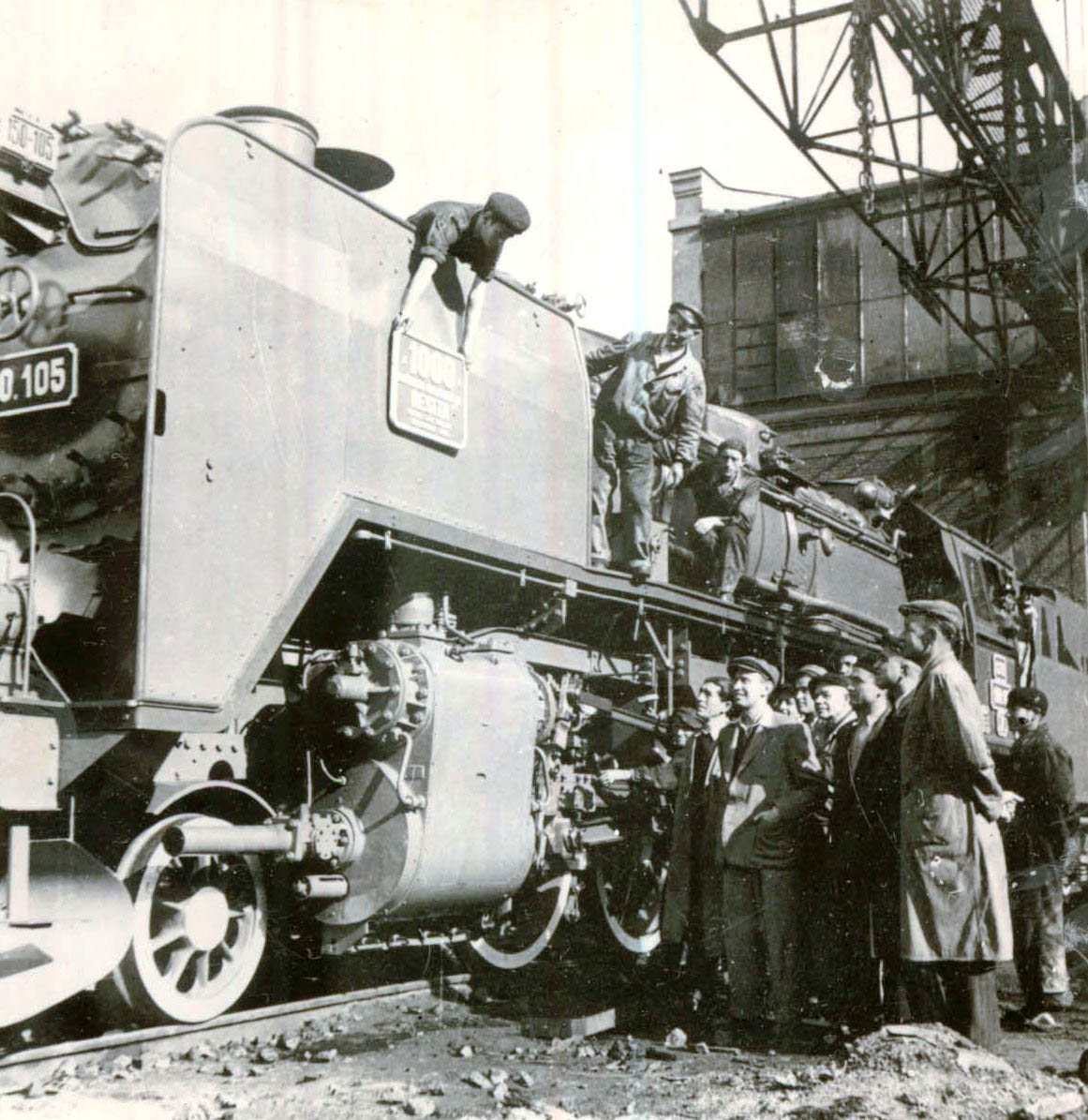
Livraison de la locomotive construite à Reșița, en 1955.

La première ligne électrifiée du réseau roumain fut la ligne Bucarest-Brașov, qui avait un trafic significatif tant de voyageurs que de marchandises. Les travaux d’électrification ont commencé en 1959, et le premier tronçon électrifié, entre Brașov et Predeal, fut mis en service le 9 décembre 1965. Le 20 avril 1966, un tronçon supplémentaire, de Predeal à Câmpina fut électrifié et la ligne tout entière l’a été le 16 février 1969. Cette électrification s’est faite en courant industriel alternatif 25 kV 50 Hz.
Diverses lignes ont également été mises à double-voie, pour faciliter l’écoulement du trafic, notamment :
- Făurei-Galați (1971)
- Pantelimon-Cernavodă (1971)
- Bucarest-Roșiori-Craiova (1972)
- Chitila-Golești (1972)
- Brașov-Câmpul Libertății (Blaj) (1974)
- Adjud-Suceava (1975)

Vers le milieu des années 1970, la traction à vapeur recule fortement de l’usage normal, remplacée par des locomotives standardisées diesel et électriques, pour la plupart construites en Roumanie (voir paragraphes consacrés au matériel). Les locomotives vapeur sont, à partir de 1980, réservées aux manœuvres de triage, aux tournages de films et aux trains forestiers à écartement métrique. Simultanément le régime Ceaușescu commence à produire les automobiles Dacia et de plus en plus de cars, bus et camions Dac et Roman, délaissant petit-à-petit le rail et développant cette fois les grands axes routiers ; une autoroute est même construite entre Bucarest et Pitești. Dans la dernière décennie du pouvoir (1980-1989) les chemins de fer deviennent vétustes et de plus en plus de matériel, devenu inutilisable, rouille dans les gares de triage. La fréquence et la vitesse commerciale s’en ressentent et les trains roulent de plus en plus lentement et bondés, avec de nombreux arrêts en pleine voie.

### Les CFR depuis la Libération

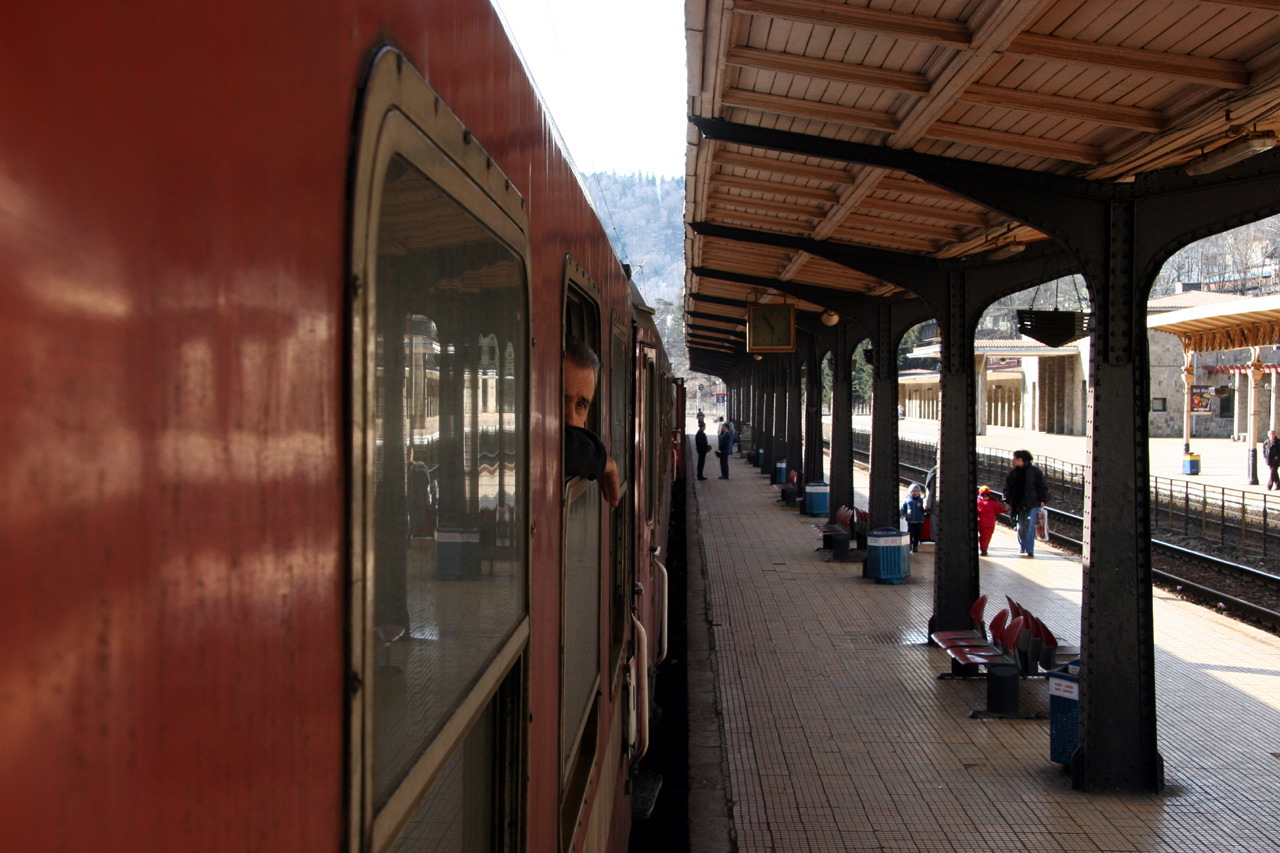
Train des CFR Călători à l'arrêt en gare de Sinaia (direction Brașov).

La Libération de 1989, à la suite de la chute de la dictature communiste, dévoile l’un des réseaux ferroviaires parmi les plus grands, les plus denses et les plus fréquentés d’Europe, mais aussi l’un des plus misérables. Durant la transition vers l’économie de marché dans les années 1990, le gouvernement privilégie le « tout-routier » et les CFR sont le « parent pauvre » de la modernisation. Profitant de la modernisation des routes et de la multiplication des pompes à essence et des commerces, de nombreuses compagnies de cars et de maxi-taxi (fourgonnettes converties en transports de passagers) se mettent en place : les aiguillages et signaux ferroviaires des lignes secondaires sont fréquemment vandalisés, des rails sont parfois volés dans les voies les moins fréquentées des gares, notamment dans les régions rurales, de sorte que beaucoup de lignes secondaires, notamment à voie étroite, sont fermées. L’image des CFR, à la fois sur le plan national et à l’étranger, se dégrade fortement, à cause des retards des trains en mauvais état, de l’absence d’un service de qualité et du désordre général du management (scandales « du cuivre des caténaires » et des « wagons de marchandise découpés par les ferrailleurs »).
En 1998 la Societatea Națională a Căilor Ferate Române (Société nationale des chemins de fer roumains) est scindée en quatre Régies autonomes (CFR Călători, CFR Marfă, CFR Infrastructură, Societatea Feroviară de Turism) dans le but d'améliorer son efficacité, et la société fut rebaptisée Compania Națională de Căi Ferate CFR SA (Compagnie nationale des chemins de fer CFR SA). Une cinquième division autonome est apparue en 2002 : la  Societatea Informatica Feroviara SA. Après cette réforme, la situation économique des chemins de fer roumains commence à se redresser, stimulée par la croissance de l’économie roumaine depuis l’an 2000, qui a permis de réaliser d’importants investissements publics dans les chemins de fer. Une politique de réduction des coûts, d’optimisation du matériel, d’augmentation des tarifs (les CFR Călători ont augmenté le prix des billets de 9 %, le 1er mars 2007) et de mise en sécurité des gares et des rames, avec des agents d’accueil, de garde et de propreté, permet aux CFR de redevenir l’un des exploitants ferroviaires les plus lucratifs de la région. Après des déficits successifs (100 millions d’euros en 2006 pour un chiffre d’affaires de 1,1 milliard d’€, la filiale marchandises ayant un CA supérieur à celui des voyageurs, 538,7 millions d’€ pour les CFR Marfă contre 468,6 millions d’€ pour les CFR Călători), un retour à l’équilibre se produit en 2007 et les CFR engrangent même un bénéfice de 4,4 millions d’€. Le personnel a toutefois payé un lourd tribut à la modernisation et à la recherche de la rentabilité : à la fin des années 1990, 26 500 personnes ont été licenciées et les effectifs se sont stabilisés depuis le début des années 2000 autour de 45 000 employés. Le retour à l’équilibre financier, l’année de l’adhésion de la Roumanie à l'Union européenne, permet aux CFR et à leur directeur général, Constantin Axinia, d’espérer des aides communautaires pour poursuivre la modernisation, tant au niveau de leurs infrastructures que de leur matériel.
Mais d’autres fermetures de lignes secondaires sont encore intervenues, en particulier sur les lignes secondaires de la province de Timiș, qui sont généralement très anciennes, peu fréquentées et, de plus, ont été fortement endommagées par les inondations de 2005 dans cette région. Au total, 75 km ont été fermées en 2007 (environ 1 000 à 1 500 km de lignes ont été fermées de 1990 à 2007). Certaines lignes à voie étroite ont été récemment rouvertes par la SFT ou Societatea Feroviara de Turism, la branche touristique des CFR, mais elles ne sont exploitées qu’épisodiquement, en général deux fois par mois, davantage l’été (ces lignes comprennent notamment les tronçons Abrud-Câmpeni, Târgu Mureș-Band et Moldovița-Canton). Tous les chemins de fer forestiers (căi ferate forestiere en roumain) encore exploités après 1989 ont été privatisés et vendus à des entreprises forestières. Certains, comme le Chemin de fer de la vallée du Văsăr, sont devenus depuis lors d’importantes attractions touristiques.

### Modernisation
Au début des années 2000, les CFR se sont engagés dans un programme global de modernisation pour améliorer leur image qui était, tant au plan intérieur qu’international, marquée par un service médiocre et un matériel obsolète. Les premières phases du programme ont consisté à moderniser un grand nombre de rames des trains Rapid et InterCity, ainsi qu’à étendre les services InterCity pour former un réseau express à l’échelle du pays.

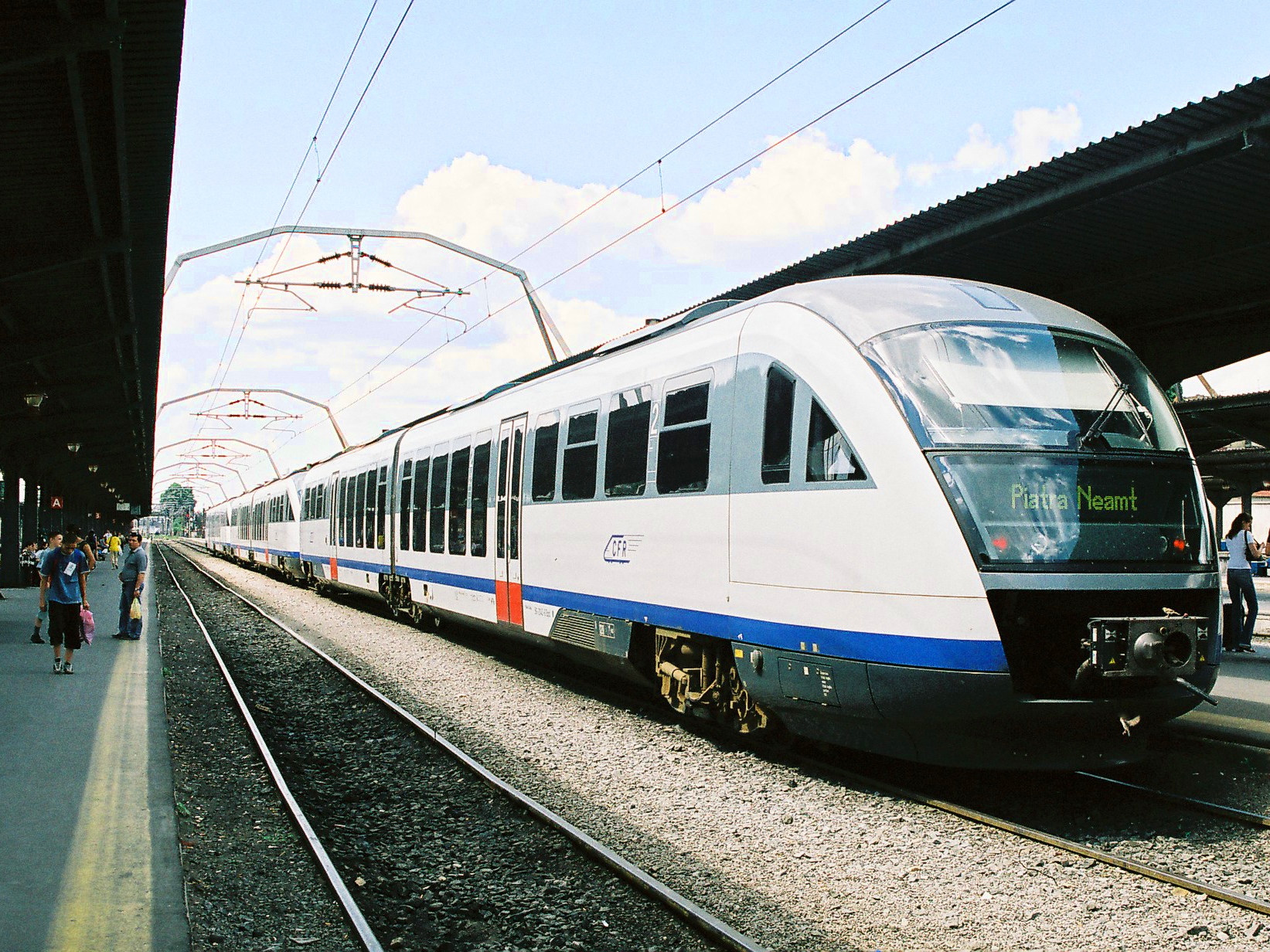
Une rame Desiro de fabrication Siemens - CFR Class 96 - dans la gare de Bucarest-Nord.

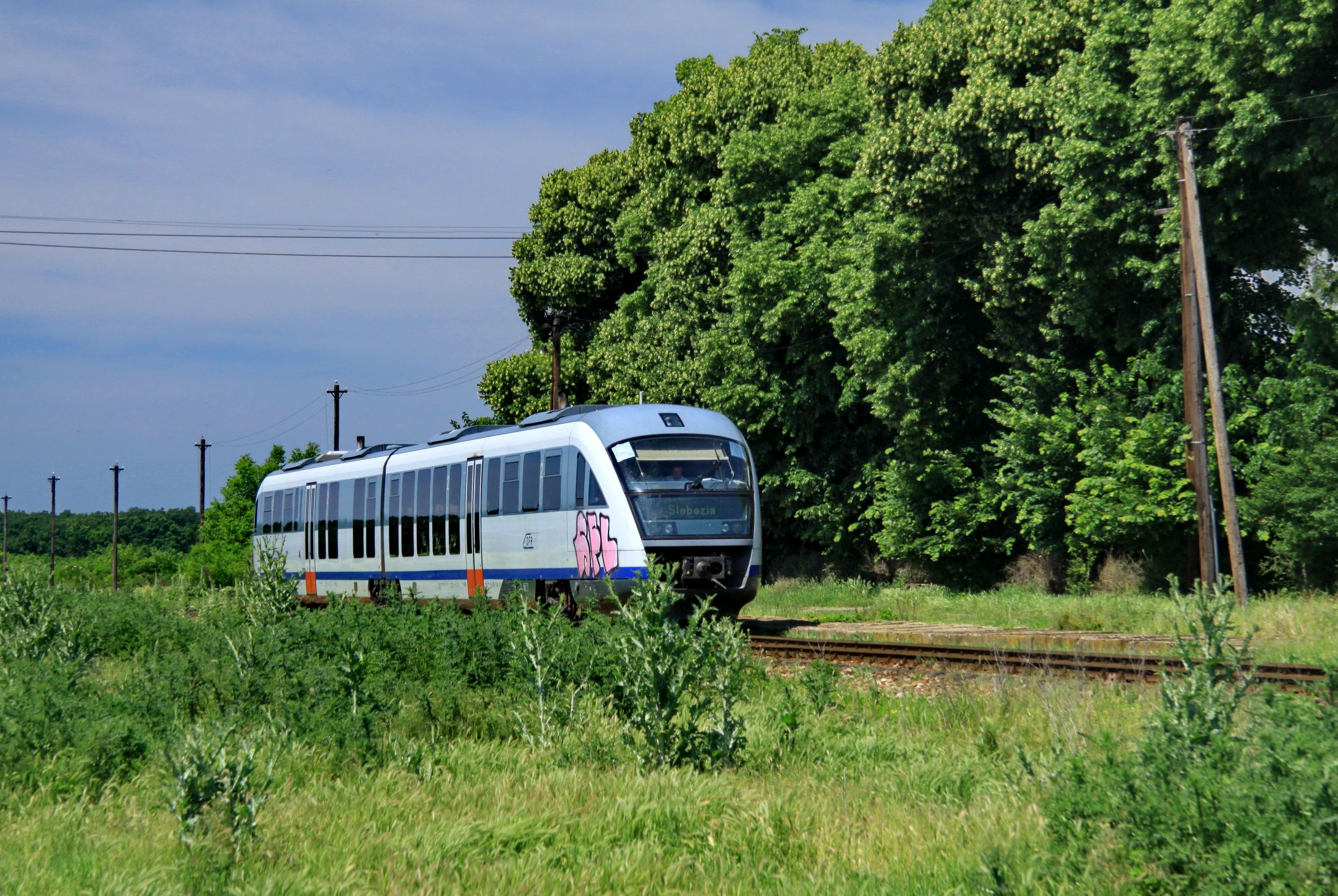
Rame Desiro Siemens dans la campagne valaque.

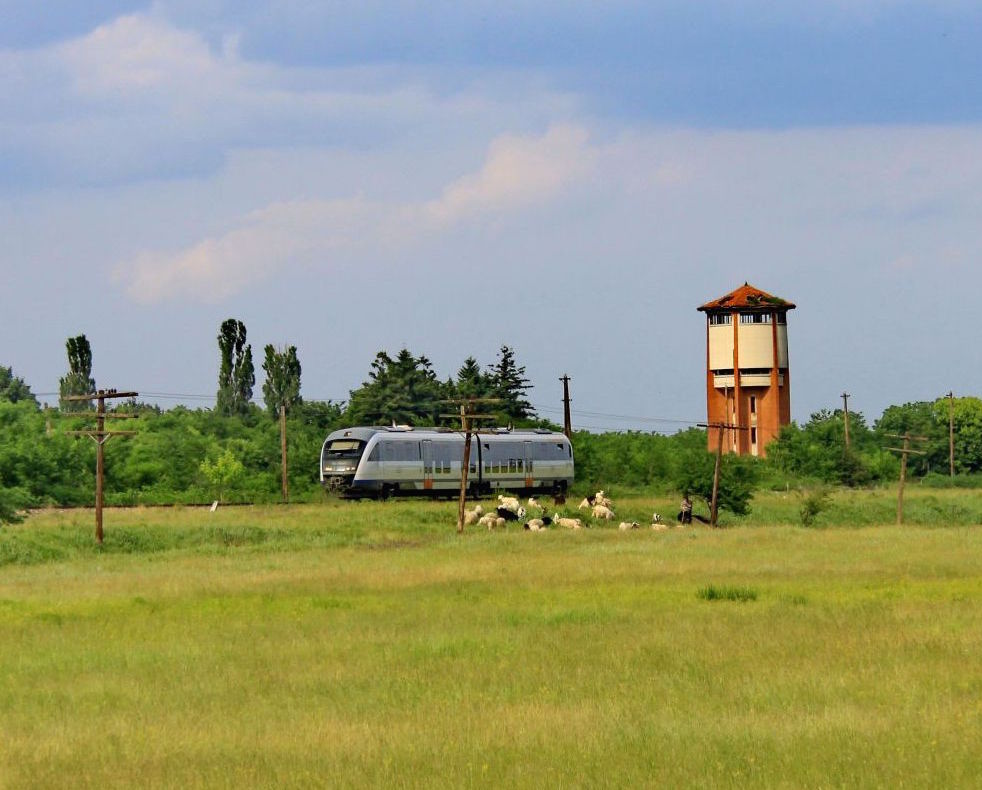
Rame Desiro dans la campagne valaque, près d'un château d'eau conservé pour l'alimentation des locomotives à vapeur historiques.

Pour renforcer la croissance du réseau InterCity roumain, les CFR ont acquis en décembre 2002 plusieurs rames Desiro de Siemens, dont certaines ont été assemblées à Arad. Surnommées Sageata Albastră (Flèche bleue), elles assurent des services Accelerat, Rapid et InterCity à courtes et moyennes distances. Les rames Desiro ont été montrées comme le symbole de la modernisation des CFR, en dépit des critiques considérant que les CFR n’auraient pas dû employer des rames Desiro, à traction Diesel, sur des services express de grandes lignes, alors qu’elles sont conçues principalement pour des services de banlieue à courte distance, avec leurs sièges relativement durs, leur faible vitesse et leur mauvaise isolation phonique. Les CFR ont réagi en mettant en service fin 2004, un certain nombre de nouvelles rames Desiro mieux isolées et équipées de 70 sièges au lieu de 110, permettant ainsi une augmentation de la largeur des sièges et de leur pas. 
À ce jour[Quand ?], les CFR continuent d’exploiter des rames Desiro sur des relations à moyenne distance, même si elles ont été remplacées sur plusieurs lignes à longue distance par d’autres rames modernisées.
Outre les Desiro, les CFR ont également acquis, au cours des dernières années, 80 nouvelles voitures-lits (type WLABmee), des voitures couchettes, des voitures InterCity, ainsi que des voitures à deux niveaux à grande capacité pour les trains Accelerat et Rapid. Les nouvelles voitures-lits des CFR figurent actuellement parmi les plus modernes d’Europe ; elles sont équipées de la climatisation, d’écrans LCD et de douches modernes dans chaque compartiment. Outre les améliorations du matériel remorqué, les CFR ont également acquis ou rénové plusieurs séries de locomotives, dont les séries très répandues 40 et 41 de locomotives électriques. Dix nouvelles locomotives Taurus (Siemens) ont également été acquises pour les trains Rapid et InterCity.
Le programme de modernisation des CFR comprend également le projet XSELL, qui vise à introduire dans l’ensemble de la Roumanie un système de billetterie électronique. Il faut dire que tandis que le service ferroviaire roumain s'est significativement amélioré au cours des dernières décennies et rivalise maintenant avec les normes européennes, le système de billetterie et de réservation est resté vraiment archaïque, utilisant encore des tickets en carton au lieu de billets électroniques. Le projet XSELL a été lancé à la gare du Nord de Bucarest en novembre 2004 et a été étendu à toutes les grandes gares du pays durant l'année 2005
En 2003, l’opérateur de téléphonie mobile Connex GSM Romania a passé un accord avec les CFR pour fournir des services mobiles associés au système d’horaires et de réservation des trains. Actuellement, une ligne téléphonique est disponible 24 heures sur 24, et permet aux clients de Connex d’obtenir, en composant le 652, des informations en temps réel sur les itinéraires des trains, les horaires, les trains en partance, les retards, les tarifs et toutes informations sur l’achat des billets ou la réservation des places dans les trains partant de la gare du Nord de Bucarest. Orange Roumanie a conclu un accord similaire au début de l’année 2004.
Les services des CFR continuent à s’améliorer, l’entreprise ayant atteint un point d’inflexion dans sa stratégie commerciale et un niveau de service parmi les meilleurs dans la région. Toutefois, certaines préoccupations se sont manifestées sur le fait que les CFR, qui n’ont pas encore atteint l’équilibre économique, n’ont pas les moyens de financer la modernisation de l’infrastructure à venir, alors que le gouvernement est plus enclin actuellement à développer l’infrastructure routière (le réseau autoroutier tout particulièrement) aux dépens des chemins de fer. Les principaux objectifs à moyen terme des CFR sont de poursuivre la modernisation du réseau et du matériel roulant, et d'accélérer la vitesse moyenne des convois, encore relativement modeste. Des travaux importants ont commencé en avril 2006 sur la ligne Bucarest- Constanța pour porter la vitesse des trains de 140 km/h actuellement à 200 km/h en 2008 (voire 220 km/h avec l'acquisition de rame de type Pendolino).

### Privatisation partielle
Bien que le transport ferroviaire de voyageurs ne soit pas un monopole public en Roumanie, les CFR sont le seul transporteur proposant ce type de services à l’échelle nationale. Toutefois, après la restructuration des CFR en 1998, environ 10 % des lignes roumaines ont été concédées à des entreprises privées. Connues sous l’appellation de lignes non interopérables (linii neinteroperabile en roumain), elles comprennent notamment les lignes Zărnești-Brașov et Ploiești-Maneciu. Les CFR ne sont pas autorisés à faire circuler leurs trains sur ces lignes ; les compagnies privées concessionnaires y ont un monopole de fait. À côté de CFR Călători, douze autres sociétés exploitent des services locaux de voyageurs sur des lignes non-interopérables, mais aucun de ces services n’excède une longueur de 40 km. Vingt-huit sociétés privées, dont Petromidia et Servtrans, exploitent des services de transport de fret sur les lignes principales avec leur propre matériel roulant, en acquittant les droits d’accès à l’infrastructure aux CFR.
En 2005, certains de ces accords ont été dénoncés et les lignes sont repassées sous exploitation des CFR. En août 2005, les CFR ont annoncé leur intention de privatiser leur filiale spécialisée dans le fret, CFR Marfă. Retardée par les autorités, cette privatisation devrait être menée à son terme à la fin de l'année 2008.

## Réseau et trafic
En 2004, les chemins fer roumains gèrent 11 053 km de lignes dont 10 914 km de voies à écartement standard de 1 435 mm, 78 km de voies étroites (écartement métrique), 61 km de voies larges à écartement de 1 520 mm; ces dernières permettent une liaison avec les ensembles ferroviaires de l'ancienne Union soviétique, à savoir les réseaux moldave et ukrainien. La Roumanie possède une densité ferroviaire légèrement inférieure à la moyenne de l'Union européenne, de 46,3 km de lignes pour 1 000 km2 contre 51 km pour 1 000 km2 dans l'espace communautaire. Le réseau roumain compte 3 965 km de lignes électrifiées en courant industriel alternatif 25 kV 50 Hz, soit 35,8 % du réseau contre 48 % à l'échelle de l'Union européenne. Le kilométrage de lignes à double voie s'établit à 2 965 km (soit 26,9 % du réseau contre 41 % dans l'espace communautaire).
Les CFR ont beaucoup souffert de la crise économique qui a suivi la disparition du communisme, de la transition économique et de la fin de la préférence que lui accordait le régime. Si le trafic a régulièrement décliné jusqu'en 1999-2000, il a connu, grâce à la politique de modernisation, une progression régulière depuis ces deux années d'étiage. En 2005, le trafic a atteint 99,434 millions de voyageurs - soit 8,6 milliards de passagers-kilomètres - ainsi que 72,738 millions de tonnes de marchandises, soit 17,022 milliards de tonnes-kilomètres (28 % du total des marchandises transportées dans le pays).
La qualité du réseau se dégrade dans les années 2010 faute d'investissements.
La vitesse moyenne des trains est passée de 78 km/h en 1990 à 44 en 2018.
L'ensemble du réseau est organisé autour de neuf Magistrales (lignes majeures et structurantes du réseau autour desquelles viennent affluer des voies secondaires).

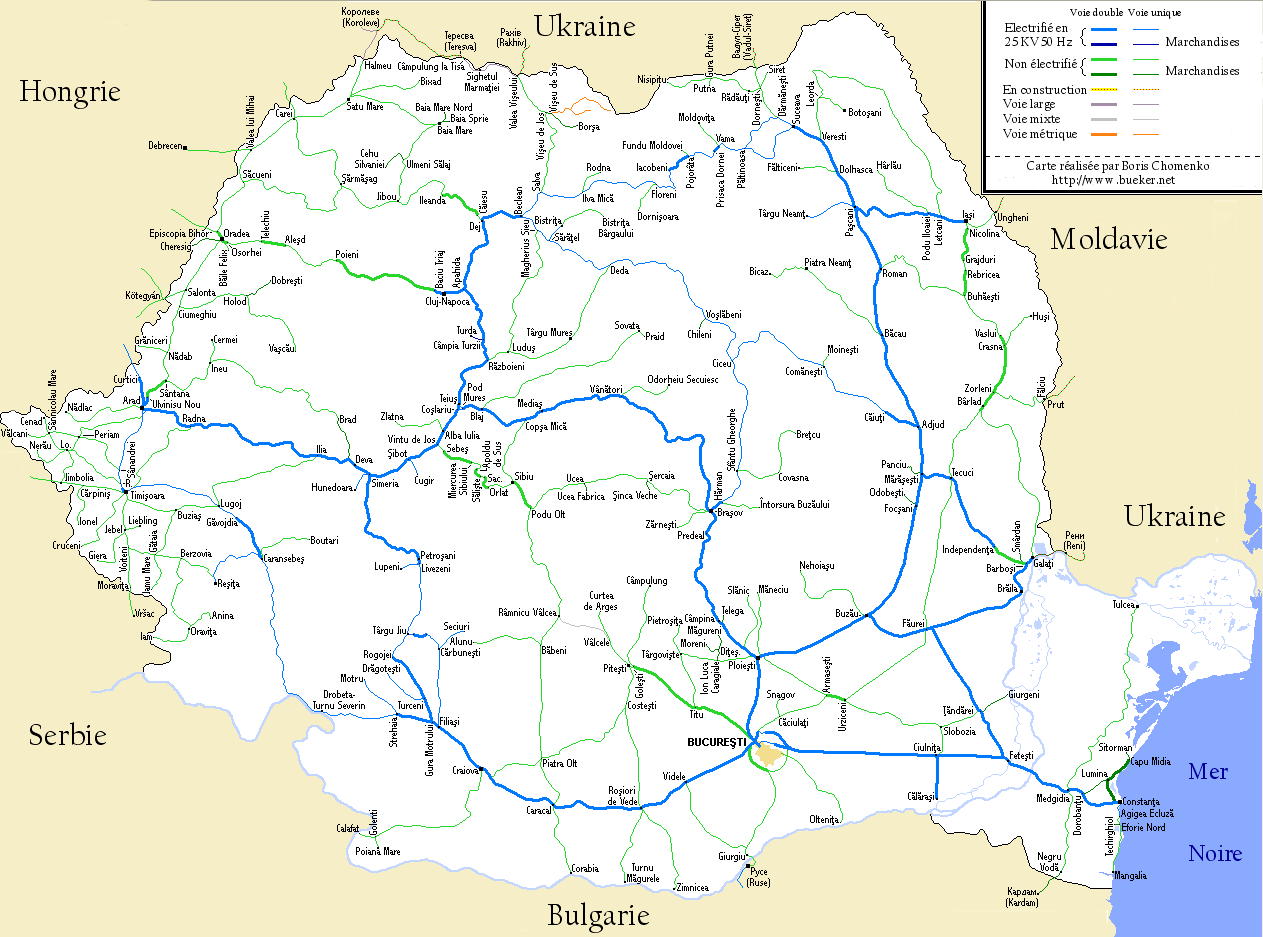
Carte du réseau des CFR en 2006.

| Magistrale | Villes                                                                               | Distance | Lignes secondaires | Carte |
| ---------- | ------------------------------------------------------------------------------------ | -------- | --- | ----- |
| 100        | Bucarest (nord) - Roșiori (nord) - Craiova - Filiași - Caransebeș - Timișoara (nord) | 533 km   | 101, 102, 103, 104, 105, 106, 107, 108, 109, 110, 112, 113, 114, 115, 116, 117, 118, 119, 120, 121, 122, 123, 124, 125, 126, 127, 128 |       |
| 200        | Brașov - Podu Olt - Sibiu - Vințu de Jos - Simeria - Arad - Curtici                  | 470 km   | 200A, 201, 202, 203, 205, 206, 207, 208, 210, 212, 213, 214, 215, 216, 217, 218, 219, 221                                             |       |
| 300        | Bucarest (nord) - Brașov - Sighișoara - Teiuș - Războieni - Cluj-Napoca - Oradea     | 647 km   | 302, 304, 306, 307, 308, 309, 310, 311, 313, 316, 317, 318                                                                            |       |
| 400        | Brașov - Ciceu - Deda - Dej - Baia Mare - Satu Mare                                  | 560 km   | 401, 402, 403, 404, 405, 406, 409, 412, 413, 417, 418, 421, 422, 423                                                                  |       |
| 500        | Bucarest (nord) - Ploiești (sud) - Adjud - Pașcani - Suceava - Vicșani               | 488 km   | 501, 502, 504, 507, 509, 510, 511, 512, 513, 514, 515, 516, 517, 518                                                                  |       |
| 600        | Făurei - Tecuci - Bârlad - Crasna - Vaslui - Iași - Ungheni                          | 395 km   | 603, 604, 605, 606, 607, 608 |       |
| 700        | Bucarest (nord) - Urziceni - Făurei - Brăila - Galați                                | 229 km   | 701, 702, 703, 704 |       |
| 800        | Bucarest (nord) - Ciulnița - Fetești - Medgidia - Constanța - Mangalia               | 225 km   | 801, 802, 803, 804 |       |
| 1000       | Bucarest, Ploiești (sud), Ploiești (ouest)                                           | 59 km    | |       |

## Services de voyageurs

Logo des CFR Călători

CFR Călători, la filiale voyageurs des CFR (directeur général : Valentin Bota), exploite sept types de trains de voyageurs, tant sur le territoire roumain, avec ses propres locomotives et matériel remorqué, qu’à l’étranger avec son matériel remorqué. Les CFR tractent aussi les trains internationaux en Roumanie avec leurs propres locomotives. Les divers types de trains se différencient par leur vitesse et le type de voitures utilisé.
Les catégories de trains de CFR sont les suivantes :
- Personal (P) - numérotés de 2000 à 9999
- Accelerat (A) - numérotés de 1000 à 1999
- Rapid (R) - numérotés de 200 à 499, de 600 à 999 et de 10000 à 14999
- InterCity (IC) - numérotés de 500 à 599
- EuroCity (EC) - numérotés comme trains IC de 500 à 599
- EuroNight (EN) - numérotés comme trains IC de 500 à 599
- Special (S) - trains touristiques circulant sur des lignes pittoresques avec du matériel ancien, numérotés de S1 à S9

Outre ces sept catégories principales, les CFR exploitent également des trains de nuit, qui peuvent avoir différents statuts (en général Rapid, InterCity ou EuroNight). Les trains de marchandises, exploités par CFR Marfă, suivent un système de numérotation distinct.

### Régional(ancien trainPersonal)

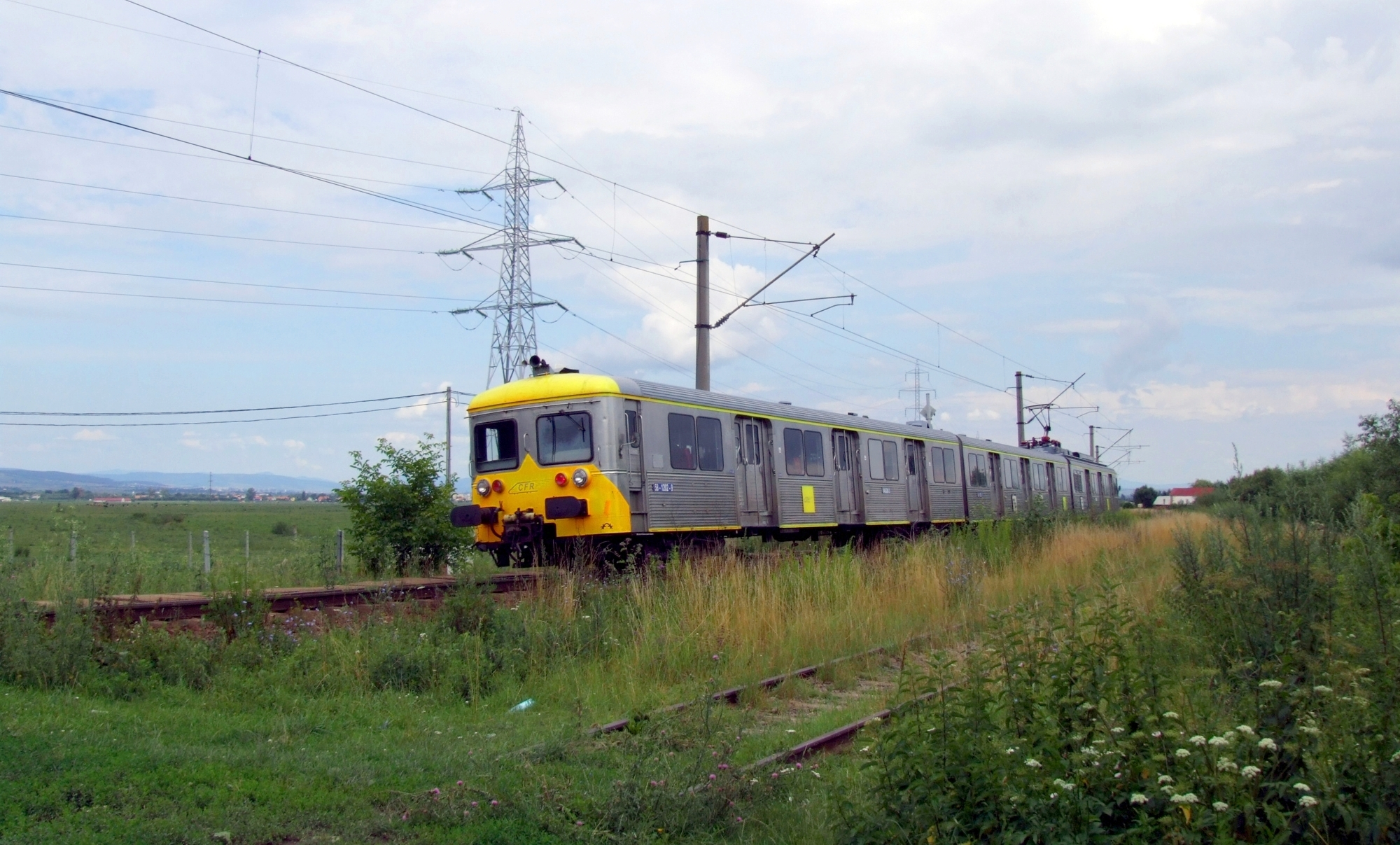
Train Personal assuré par une automotrice électrique série 58 sur la ligne de Teiuș à Brașov.

Les trains Régional sont les trains de voyageurs les plus répandus sur le réseau roumain. Ils sont affectés principalement à des services de navettes, ou de banlieue, reliant des villes et les villages voisins, ou des villes voisines entre elles.
Ils ont la plus faible vitesse moyenne (45,4 km/h en 2004), le matériel le moins confortable (en général le plus ancien) et ont la réputation d’être très lents, bondés et généralement assez sales. Ils circulent en général sur des lignes locales, s’arrêtant dans toutes les gares. Les tarifs pour ce type de trains sont les moins chers, sans supplément, le prix étant calculé selon la taxe de base et la distance. Il n’existe pas de possibilité de réserver.
Le matériel des trains Personal est très varié. Sur les lignes reliant des villes voisines, (comme Bucarest et Pitești), la qualité du matériel est bien meilleure que sur les services entre villes et zones rurales (comme la ligne Timișoara-Berzovia).
L’essentiel du parc Personal est formé de voitures à un ou deux niveaux sans compartiments (type coach). Sur certains de ces trains, en particulier dans les zones rurales, il n'existe pas de première classe. La livrée de ces voitures est bleue, pour le matériel datant des années 1970 et 1980. Certaines lignes très courtes de la Bucovine ont un matériel datant des années 1940 et 1950, rééquipé de sièges de bus et exploité comme des autobus sur rail. Les CFR sont en train de moderniser une série de voitures Personal à deux niveaux, qui seront affectées à des trains Personal ou Accelerat. Des voitures rénovées, portant exactement la même livrée que les anciennes, ont été introduites depuis 2003 et sont plus propres, bien qu’utilisant les mêmes équipements anciens.
En 2007, la situation s'est nettement améliorée, la plupart des voitures ont été rénovées. Des automotrices électriques, anciennes Z 6100 du Transilien, achetées à la SNCF et aux CFL, qui les avaient eux-mêmes rachetées à la SNCF, et rénovées, immatriculées série 58, sont entrées en service sur les lignes Teiuș-Brașov, Brașov-Sfântu Gheorghe, Cluj-Napoca-Bistrița, Teiuș-Cluj-Napoca, Suceava-Cacica, tandis que les itinéraires Sibiu-Brașov et Sibiu-Craiova sont désormais assurées par des rames Desiro.

### Interrégional(ancien trainAccelerat)

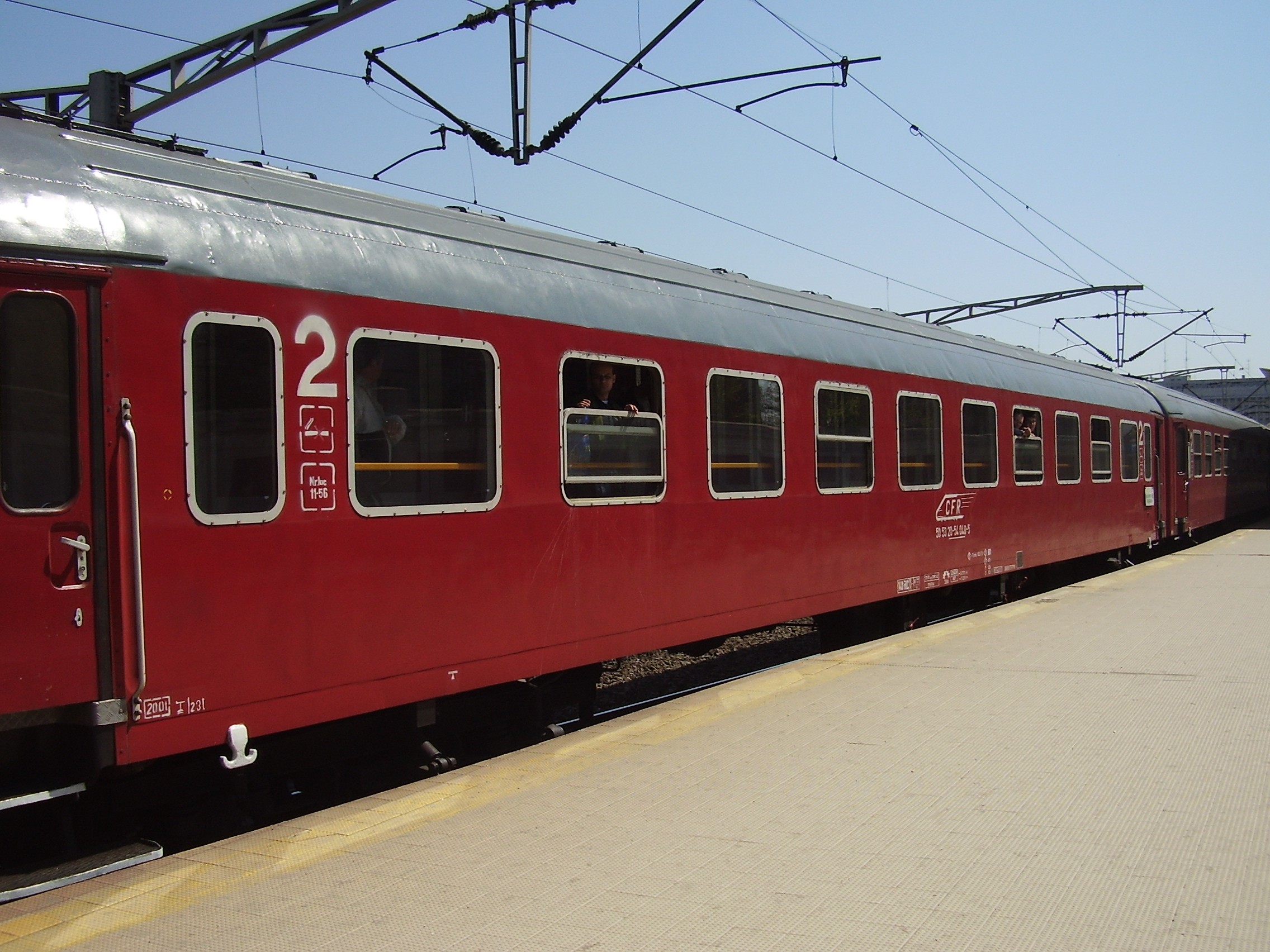
Voiture 20-54 utilisée dans la composition des trains Accelerat et Rapid.

Les trains Accelerat (trains accélérés) sont utilisés pour les relations à moyenne et longue distance, avec des arrêts seulement dans certaines villes. Ils sont équipés de matériel de meilleure qualité que les trains Personal et sont plus rapides. Ils sont également plus chers, un supplément s’ajoutant à la taxe de base et souvent, la réservation est obligatoire. Ces trains sont aussi utilisés sur des lignes interrégionales à longue distance (comme Oradea - Galați, sur plus de 830 km). Malgré ces longues distances, les trains Accelerat desservent chaque ville traversée (mais pas les villages) et sont donc très populaires, bien qu’ils soient rarement empruntés pour des déplacements entre grandes villes.
Le matériel Accelerat est constitué principalement de voitures à un seul niveau, de l’ancien type Y, peintes en bleu, soit uni, soit avec une bande blanche horizontale. Toutes les voitures sont à compartiments de huit places en seconde classe et de six places en première. Le parc est de qualité nettement inférieure à celle du matériel Rapid ou InterCity, presque aucune voiture des trains Accelerat n’a encore été rénovée (sauf pour les trains reliant la capitale Bucarest à Constanța). Les trains Accelerat ont aussi la réputation d’être bondés et sales à cause des longs parcours effectués et de leurs arrêts relativement fréquents.
Les CFR ont toutefois engagé un processus de modernisation des services Accelerat au début de l’année 2005 en introduisant de nouvelles voitures à deux niveaux pour les relations Accelerat à moyenne distance très fréquentées comme Bucarest–Predeal. Les rames Desiro ont aussi été introduites sur des lignes Accelerat à moyenne distance en Transylvanie et en Moldavie (Iași - Piatra Neamț). Les trains Accelerat à plus longue distance offrent souvent des couchettes, mais comportent rarement des voitures-lits. Il n’y a jamais de voiture-restaurant sur ces trains.
Deux trains internationaux (Bucarest-Venise et Bucarest-Chișinău) circulent sous ce régime en territoire roumain, de manière à offrir des tarifs plus bas et rendre ainsi le service plus compétitif vis-à-vis de la route et de le voie aérienne. Toutefois, le matériel constituant ces trains est identique à celui des InterCity et donc de qualité élevée.

### Interrégional(ancien trainRapid)
Les trains Rapid sont nettement plus rapides et plus confortables que les trains Accelerat et Personal, et sont les plus utilisés pour les déplacements à longue distance entre les principales villes roumaines. Les trains Rapid circulent seulement sur les lignes principales qui relient les grandes agglomérations, marquant peu d’arrêts, seulement dans les plus grandes villes. Contrairement aux trains Accelerat, ils n’assurent pas de services interrégionaux à longue distance, desservant plutôt des lignes très fréquentées en marquant peu d’arrêts intermédiaires.
Le matériel des trains Rapid a récemment fait l’objet du plan de modernisation des CFR. Plusieurs séries de voitures ont été modernisées et équipées de la climatisation, de toilettes écologiques, etc. Toutefois, une faible partie du parc Rapid, principalement sur les lignes les moins fréquentées, reste assez âgé et même obsolète. En 2004, des rames diesel Desiro de Siemens ont été mises en service sur des relations Rapid à moyenne distance.
Le matériel Rapid est en général peint en rouge avec une bande blanche horizontale. Toutes les voitures sont à compartiments à six places en seconde comme en première classe, ces dernières sont climatisées.
Des voitures-lits, voitures-couchettes et voitures-restaurant équipent certains trains sur les relations les plus longues.

### InterCity

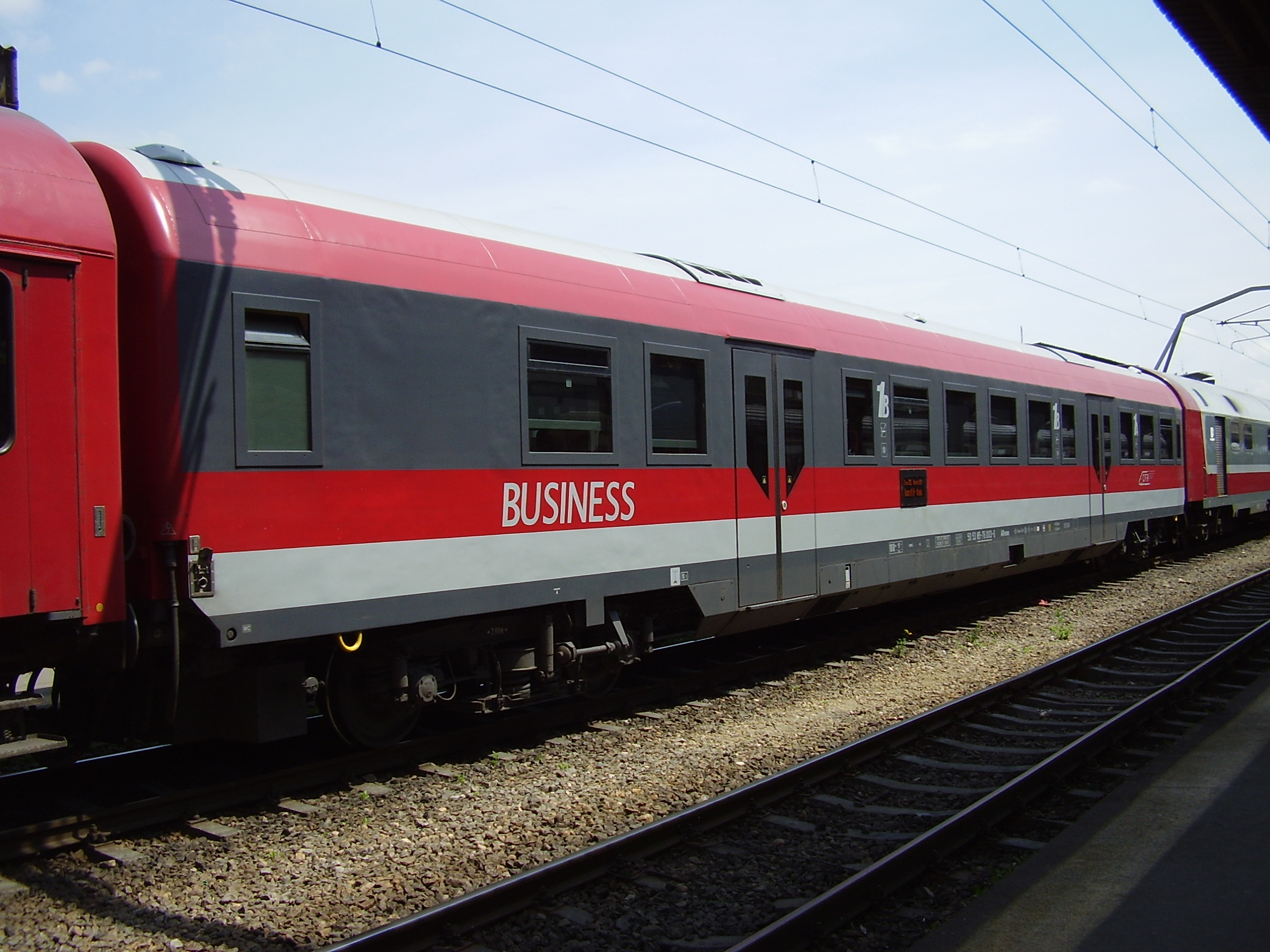
Voiture Business destinée aux trains Intercity des CFR.

Les trains InterCity (IC) constituent le haut de gamme du service voyageurs des CFR et assurent les relations entre les principales villes, ainsi que des services en navettes entre Bucarest et le littoral de la mer Noire d'une part, et les stations de montagne des Carpates de Sinaia et Predeal d'autre part. Ils ne desservent en principe que les agglomérations de plus 100 000 habitants. Ce sont les trains les plus rapides de tous, avec une vitesse moyenne de 75 km/h en 2004, et ils sont formés du matériel remorqué le plus moderne et le plus confortable, pouvant rivaliser avec le haut de gamme d’autres réseaux européens. De ce fait, le tarif des InterCity comprend un supplément important qui s’ajoute au tarif de base. Toutefois, du fait que les services IC ne sont que légèrement plus chers que les services Rapid, les trains InterCity sont devenus très populaires aussi bien pour les voyages familiaux que pour les déplacements d’affaires.
Il existe deux types principaux de matériel InterCity : standard (ou classique) et Desiro. Le parc InterCity standard est soit neuf, soit rénové (toutes les voitures IC ont été construites après 1995), avec climatisation et sièges baquets en velours, ainsi que journaux, repas gratuits et service de type compagnie aérienne en première classe. Ces trains sont généralement réputés pour leur haut niveau de confort, leur propreté et leur qualité de service. La livrée InterCity standard est habituellement grise et rouge, en particulier pour le matériel de la classe C160 qui est le plus récent. La plupart des voitures InterCity sont à compartiments, bien que la tendance récente en matière de rénovation soit de supprimer les compartiments.
Les services de voyageurs IC de haut de gamme ou internationaux, comme la relation Bucarest-Constanța, utilisent des voitures de construction roumaine Astra AVA-200, dont la vitesse limite est de 200 km/h et qui constituent le matériel le plus confortable du parc des CFR. En fait, selon Les Amis des CFR, un journal ferroviaire roumain, il y a eu une nette dégradation de la qualité de service sur les trains IC Bucarest-Vienne lorsque l’exploitation assurée par les CFR a été reprise par les chemins de fer autrichiens (ÖBB) en 2003, provoquant de nombreuses réclamations en faveur d’un retour du matériel des CFR. Certains services IC circulent de nuit et comportent donc des voitures-lits. Les anciennes voitures-lits ont une livrée rouge, tandis que les plus récentes sont peintes aux couleurs bleu-jaune-blanc de la nouvelle livrée nuit. Avant le début de l’année 2003, il existait aussi un train InterCityExpress (ICE), qui reliait Bucarest à Constanța, mais il a cessé d’exister sous cette forme et a été transformé en IC, tout en conservant le même matériel roulant.
Les rames diesel Desiro de Siemens, peintes en bleu et blanc, sont affectées aux services IC à plus courte distance, habituellement avec un ou deux arrêts intermédiaires (par exemple, la relation Sibiu-Brașov). Ils circulent également sur les lignes non électrifiées. En 2006, les trains InterCity assurent les relations suivantes :

Les itinéraires des trains IC
Matériel standard
Matériel Desiro

| Ligne                                    | Matériel  | Matériel |
| Ligne                                    | Classique | Desiro   |
| ---------------------------------------- | --------- | -------- |
| Bucarest – Iași                          | Oui       |          |
| Bucarest – Bacău – Suceava               | Oui       |          |
| Bucarest – Ploiești – Brașov             | Oui       |          |
| Bucarest – Brăila – Galați               | Oui       |          |
| Bucarest – Pitești – Craiova             |           | Oui      |
| Bucarest – Constanța – Mangalia          | Oui       |          |
| Bucarest – Tulcea                        |           | Oui      |
| Bucarest – Brașov – Alba Iulia – Arad    | Oui       |          |
| Bucarest – Brașov – Cluj-Napoca – Oradea | Oui       |          |
| Bucarest – Craiova – Timișoara           | Oui       |          |
| Oradea – Brașov – Ploiești – Constanța   | Oui       |          |
| Bucarest – Brașov – Târgu Mureș          | Oui       |          |
| Timișoara – Arad – Oradea – Cluj-Napoca  |           | Oui      |
| Cluj-Napoca – Alba Iulia – Sibiu         | Oui       | Oui      |
| Cluj-Napoca – Baia Mare – Satu Mare      |           | Oui      |
| Sibiu – Râmnicu Vâlcea – Craiova         |           | Oui      |
| Brașov – Sibiu                           |           | Oui      |
| Timișoara – Deva – Sibiu                 | Oui       | Oui      |
| Reșița – Caransebeș – Timișoara          |           | Oui      |

### EuroCityetEuroNight
Les EuroCity (EC) et EuroNight (EN) sont des trains internationaux généralement exploités par les CFR en partenariat avec d’autres compagnies ferroviaires nationales, en fonction des origines et destinations des différentes lignes. Ces trains font partie du réseau paneuropéen de trains express. Tous les trains internationaux transitant par la Roumanie ne sont pas classés EC ou EN - la plupart circulent en territoire roumain sous le statut des trains Rapid. Toutefois, le train de nuit Belgrade - Bucarest circule sous le label EuroNight, et il existe à la fois un train EuroCity et un EuroNight sur la relation Budapest - Bucarest via Arad. Les trains EuroCity sont presque toujours confortables et modernes, mais moins peut-être que les InterCity, puisqu’ils utilisent généralement le même type de voitures que les trains Rapid. Les trains EuroNight sont formés de voitures-lits modernes et sont généralement d’un bon niveau de sécurité.
Les CFR exploitent différents types de voitures-lits dans les EuroNights et les autres trains de nuit. Sur les trains internationaux, les voitures-lits construites par Deutsche Waggonbau AG vers 1990 sont préférées pour leur confort et parce qu’elles sont équipées de douches. Elles subissent actuellement une sérieuse remise en état pour les mettre au niveau des normes internationales. En outre, plusieurs types plus anciens de voitures-lits (WLAB33, T2S) ont été récemment achetés d’occasion en Allemagne. Elles sont en cours de rénovation et principalement affectées à des services purement nationaux ou à des relations avec les pays limitrophes. Elles ont remplacé les archaïques voitures-lits OSShD-B/Y utilisées précédemment sur ces services.

### Vitesses
La vitesse limite de tous les trains en Roumanie est de 160 km/h, mais les seuls secteurs sur lesquels les trains peuvent rouler à cette vitesse sont limités à Bucarest-Câmpina et Bucarest-Constanța et les seuls trains aptes à cette vitesse sont ceux des types InterCity et Rapid. Tous les autres trains ont en général une vitesse limite de 120 km/h. Les vitesses commerciales moyennes (tenant compte de tous les arrêts en gare) étaient en 2004, selon les CFR :
- 45,37 km/h pour les trains Personal
- 61,66 km/h pour les trains Accelerat
- 68,18 km/h pour les trains Rapid
- 74,95 km/h pour les trains InterCity

La plus longue relation en train, en 2007, est celle reliant Iași, dans le nord-est, à Timișoara, dans le sud-ouest, soit quatorze heures et trente minutes en train du type Accelerat. Le plus long trajet en train InterCity (Oradea – Constanța) demande douze heures.

## Services de marchandises

Logo des CFR Marfă

En Roumanie, les services de transport de marchandises sont exploités principalement par CFR Marfă (directeur général, Liviu Bobar), la division fret des CFR, mais aussi par 28 compagnies privées qui exploitent des lignes louées par CFR Infrastructură. Le parc de matériel de CFR Marfă comprend 926 locomotives, pour la plupart construites en Roumanie ou dans l'ex-Yougoslavie. Le fait que le fret ferroviaire ait conservé une forte part de marché en Roumanie, conjugué avec une série de réformes efficaces, a permis à CFR Marfă d’obtenir de bons résultats financiers, bien que cette filiale enregistre encore des pertes.
Les trains de marchandises sont soumis à des limites de vitesse semblables à celles des trains de voyageurs, toutefois les trains de matières dangereuses (explosifs, matières nucléaires, produits inflammables, produits chimiques…) ont un régime spécifique. La plupart des locomotives ont par construction une vitesse limite moyenne ou élevée, de l'ordre de 120 à 200 km/h, mais les trains de marchandises circulent généralement entre 60 et 100 km/h.

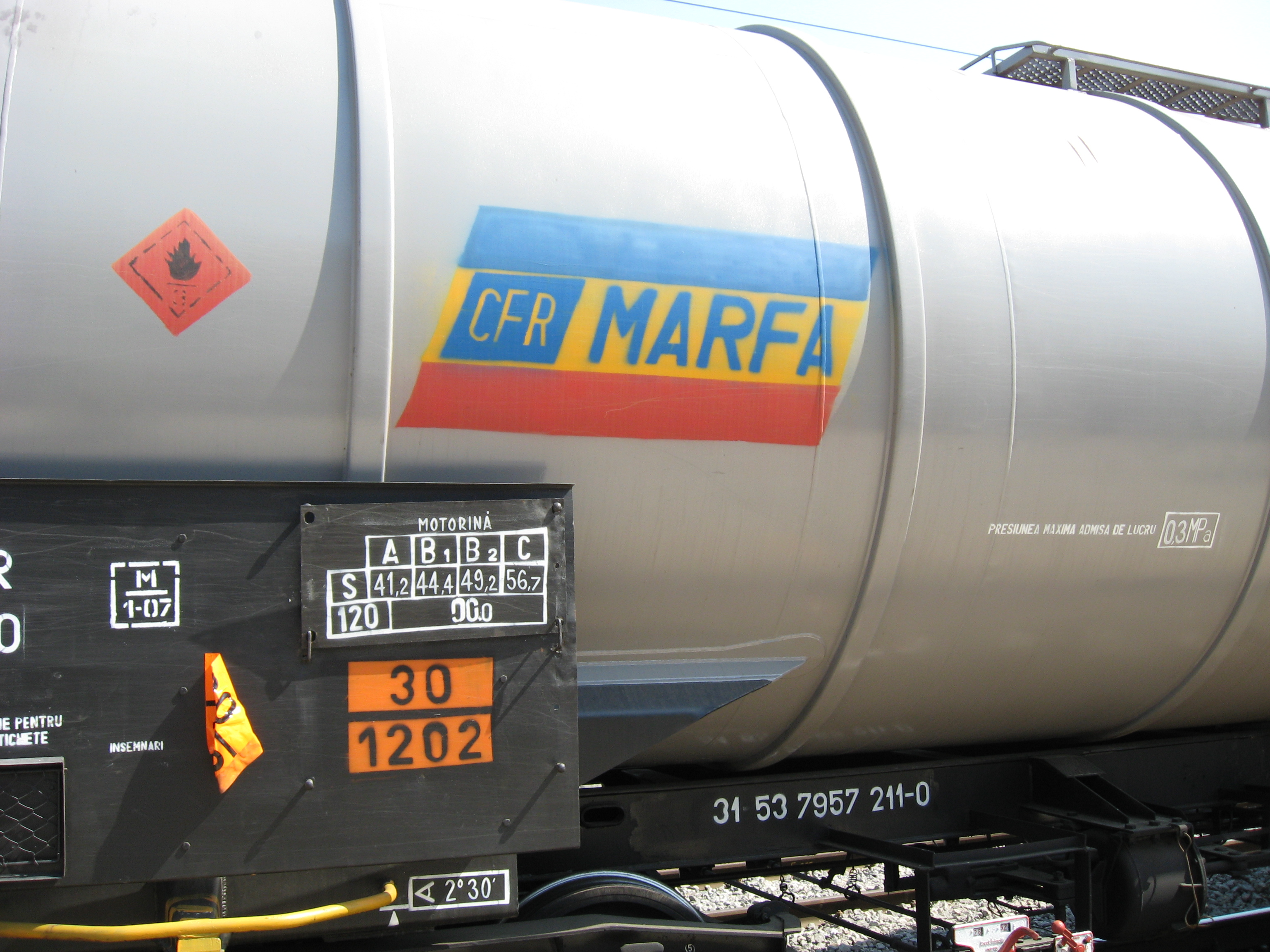
Wagon-citerne des CFR Marfă

| Type de marchandises              | %    |
| --------------------------------- | ---- |
| Charbon                           | 39,5 |
| Produits pétroliers               | 10,9 |
| Matériaux de carrières et ballast | 3,8  |
| Produits métallurgiques           | 12,4 |
| Ciment                            | 2,7  |
| Minerais                          | 4,0  |
| Produits agricoles                | 3,6  |
| Produits chimiques                | 4,2  |
| Autres                            | 18,9 |

## Matériel roulant
CFR Călători (filiale voyageurs) et CFR Marfă (filiale fret) utilisent différentes séries de locomotives électriques (LE), diesel-électriques (LDE), diesel-hydrauliques (LDH) et diesel-mécaniques (LDM/LDMM). SFT (filiale de trains touristiques) emploie des locomotives à vapeur (à voie étroite ou à voie normale) et des locomotives diesel à transmission mécanique.
Chacune de ces quatre filiales dispose de ses propres locomotives et celles-ci ne sont généralement pas interchangeables. À titre d’exemple, une locomotive CFR Marfǎ ne doit pas être employée pour tracter un train de CFR Cǎlǎtori. En pratique toutefois, cette règle ne tient pas et les diverses filiales emploient fréquemment un matériel ne leur appartenant pas en propre par le biais d’accords de location informels.
De plus, elles emploient aussi du matériel de sociétés privées, habituellement en cas d’urgence (par exemple, lorsqu'une locomotive tombe en panne et doit être remplacée pour assurer la continuité du service, on peut faire appel à une locomotive privée, inutilisée, se trouvant à proximité).

### Locomotives électriques
La plupart des locomotives électriques utilisées par les CFR ont été construites par Electroputere Craiova (désignée type EA) et par Končar Group Zagreb (désignée type EC). Toutes sont à écartement standard (1 435 mm) et circulent sous caténaire en courant alternatif 25 kV 50 Hz. Tous les trains sont équipés du chauffage électrique. Actuellement, les CFR possèdent 1 066 locomotives électriques, dont 933 construites par Electroputere et 133 par Končar. Les plus vieilles locomotives électriques portent une livrée grise, tandis que les machines modernisées (après 1999) sont peintes en rouge.

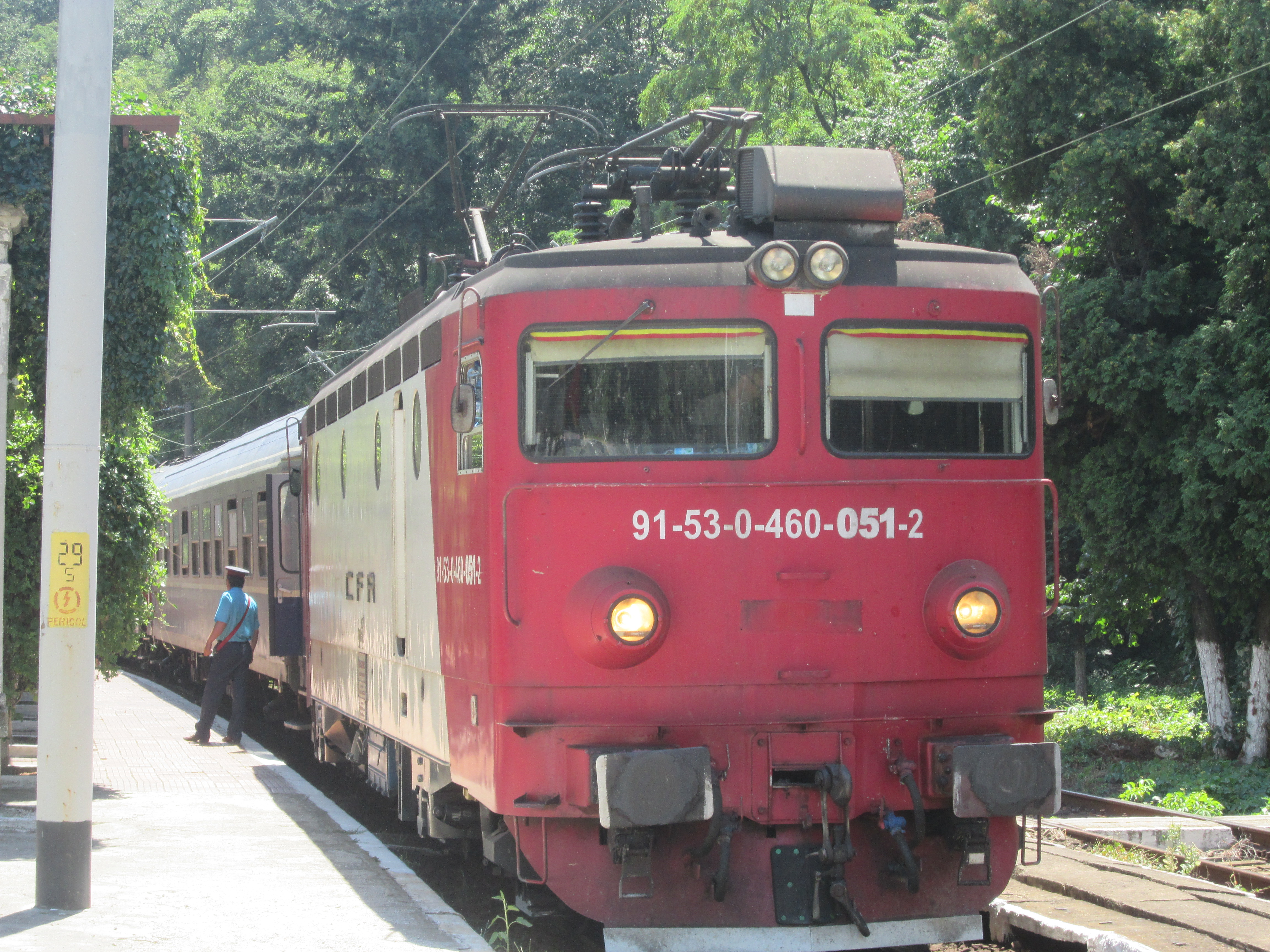
Locomotive électrique de la série 43 construite à Zagreb, (actuelle Croatie) à l'époque communiste.

| Série | Constructeur          | Caractéristiques | Vitesse maximum | Années de construction     |
| ----- | --------------------- | --- | --------------- | -------------------------- |
| 40    | Electroputere         | 5 100 kW Co'Co' | 120 km/h        | 1965 - 1991                |
| 41    | Electroputere         | 5 100 kW Co'Co' | 160 km/h        | 1966 - 1991                |
| 42    | Electroputere         | 5 100 kW Co'Co'. Une seule machine construite, pour essais de vitesse. | 200 km/h        | 1977                       |
| 43    | Končar                | 3 400 kW Bo'Bo' | 120 km/h        | 1973 - 1984                |
| 44    | Končar                | 3 400 kW Bo'Bo' | 160 km/h        | 1973 - 1984                |
| 45    | Electroputere-Siemens | 5 100 kW Co'Co'. Locomotives de la série 41, lourdement modernisées, avec de nouveaux équipements (bogies, transmissions, systèmes de contrôle et freins). Premières locomotives des CFR équipées d'un système de contrôle de traction informatisé. 24 sont actuellement en service, dont 20 en cours de conversion à partir de la série 41. | 160 km/h        | 1999 - 2000                |
| 46    | Končar                | 3 840kW Bo'Bo'. Locomotives de la série 43/44 lourdement modernisées. Trois sont actuellement en service. | 160 km/h        | 1999 - 2001 et 2006 - 2011 |
| 47    | Electroputere         | 6 000 kW Co'Co'. Locomotives de la série 40 lourdement modernisées et destinées aux CFR Marfă et CFR Călători. | 120 km/h        | 2006 -                     |
| 58    | Alstom                | 2 940 kW B'B'. Ex-locomotives SNCF BB 17 099 et BB 17 101 (voir BB 17000) sur le réseau Transilien. Sur le réseau roumain depuis novembre 2007. | 140 km/h        | 1965 - 1968                |

### Locomotives Diesel
Les locomotives Diesel des CFR ont été construites par Electroputere Craiova (classes 60 à 68) et Faur Bucarest (classes 69 à 95). Un certain nombre de nouvelles locomotives Hercules ER20 Siemens ont été commandées pour les CFR Marfă (la livraison attendue pour novembre 2005 a été retardée et aucune machine n'a encore été livrée). Elles seront affectées aux services de fret de CFR Marfă. Les nouvelles locomotives Diesel portent une livrée bleue, tandis que les plus anciennes sont en gris. Les séries suivantes sont actuellement en service :

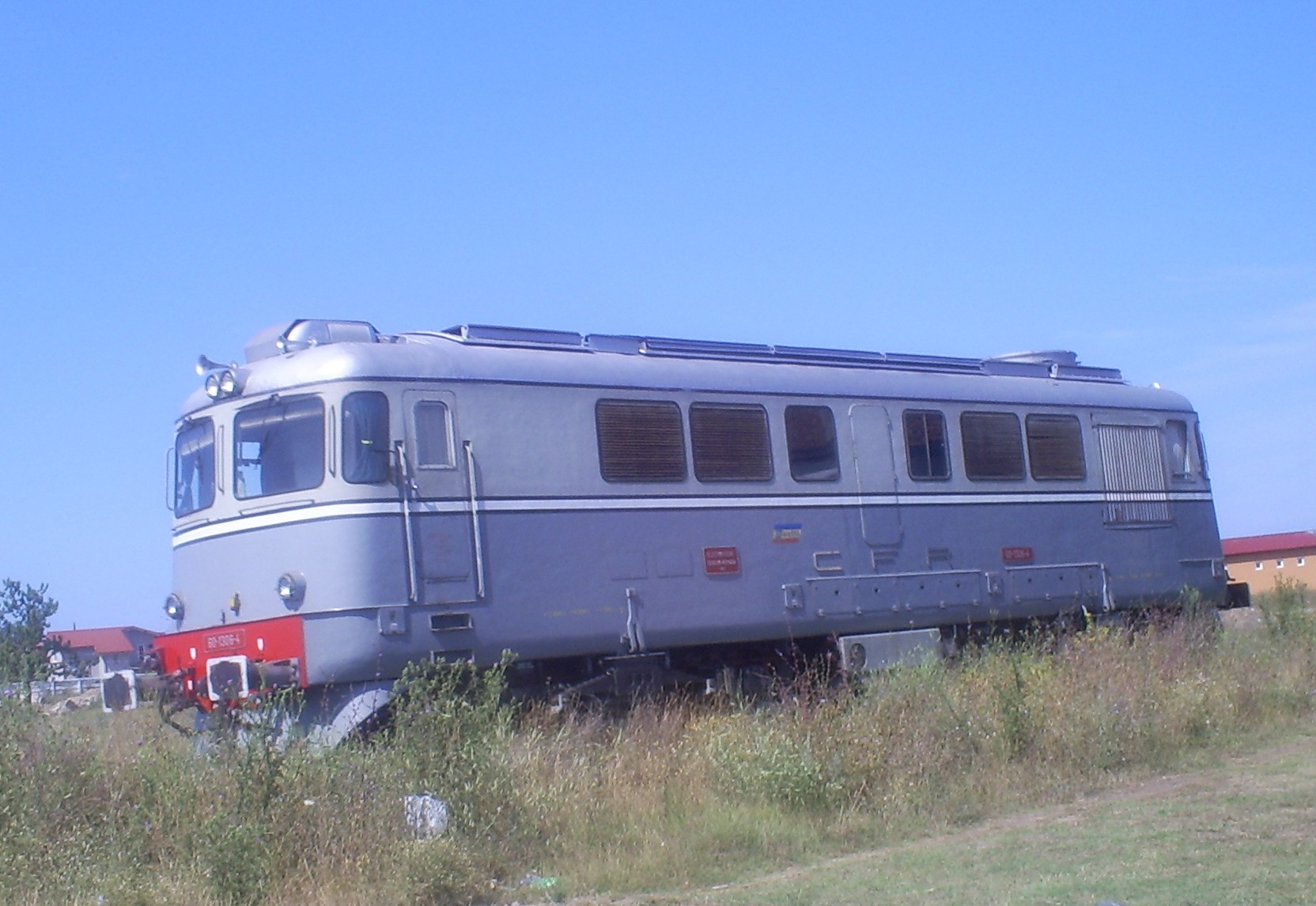
Locomotive série 60

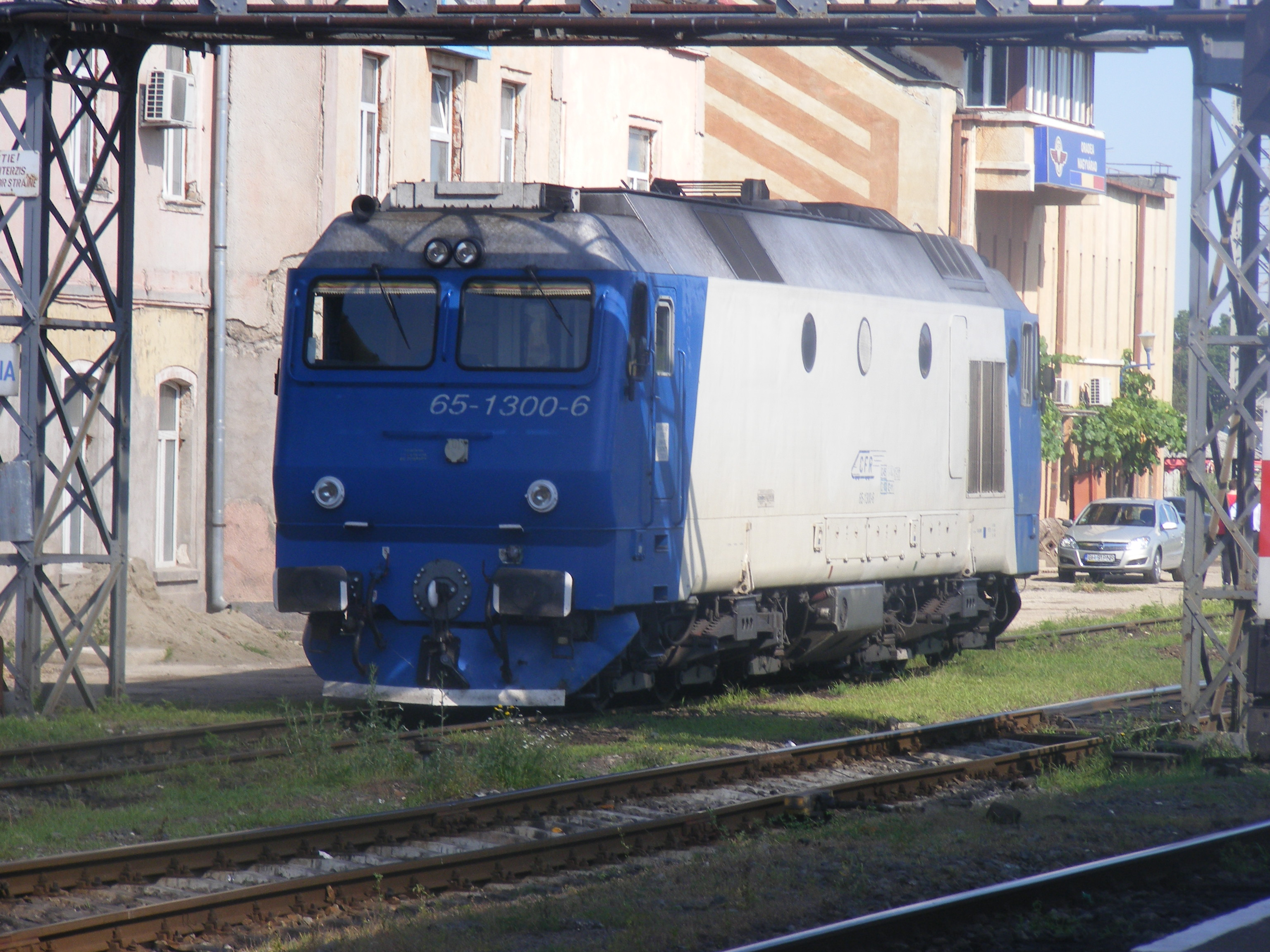
Locomotive série 65

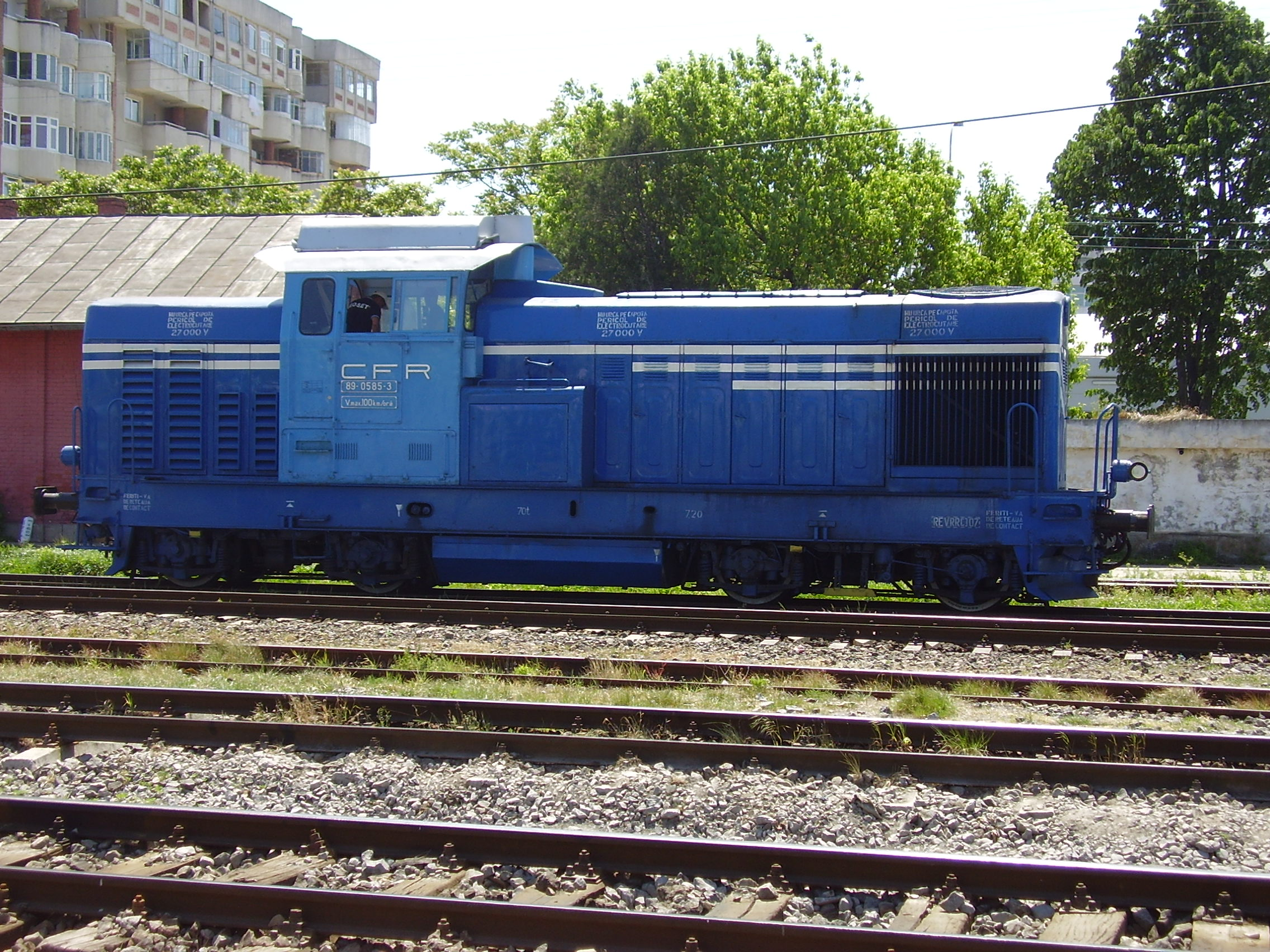
Locomotive série 89

| Série | Constructeur  | Type                                         | Caractéristiques | Vitesse maximum | Années de construction |
| ----- | ------------- | -------------------------------------------- | --- | --------------- | ---------------------- |
| 60    | Electroputere | Diesel électrique                            | 1 546 KW Co'Co' | 100 km/h        | 1959 - 1981            |
| 62    | Electroputere | Diesel électrique                            | 1 546 KW Co'Co' | 120 km/h        | 1966 - 1981            |
| 63    | Electroputere | Diesel électrique                            | 1 546 KW Co'Co'. Version modernisée de la série 62 (avec chauffage électrique du train et moteur Electro-Motive Diesel à 8 cylindres).                                                                                      | 120 km/h        | 2000 -…                |
| 65    | Electroputere | Diesel électrique                            | 1 546 KW Co'Co'. Version modernisée de la série 60 (avec chauffage électrique du train et moteur Electro-Motive Diesel à 8 cylindres).).                                                                                    | 100 km/h        | 2004 -…                |
| 67/68 | Faur          | Diesel électrique                            | 1 546KW Co'Co'. Identique aux séries 60, mais à voie large (1 520 mm) pour les lignes proches des frontières moldave et Ukrainienne.                                                                                        | 100 km/h        | 1959 - 1988            |
| 69    | Faur          | Diesel électrique                            | 920 kW, Bo'Bo'. 18 sont actuellement en service. | 100 km/h        | 1975 - 1977            |
| 73    | Faur          | Diesel électrique                            | 920 kW, Bo'Bo'. Identique à la série 69 mais avec deux compresseurs à air. 10 sont actuellement en service. | 100 km/h        | 1975 - 1977            |
| 80    | Faur          | Diesel hydraulique                           | 920 kW, B'B'. Chauffage à la vapeur. | 100 km/h        | 1966 - 1985            |
| 81    | Faur          | Diesel hydraulique                           | 920 kW, B'B'. Identique à la série 80, mais sans chauffage du train. | 100 km/h        | 1966 - 1985            |
| 82    | Faur          | Diesel hydraulique                           | 1 104 KW, B'B'. Dérivée de la série 80/81 rénovée par Alstom avec nouveau système de contrôle et caisse reconstruite, chauffage électrique du train et moteur Caterpillar. 20 engins au moins sont actuellement en service. | 100 km/h        | 1999                   |
| 83    | Faur          | Diesel hydraulique                           | 1 104 KW, B'B'. Identique à la série 83 mais avec un moteur MTU. Deux seulement ont été construites, dont une seule encore en service.                                                                                      | 100 km/h        | 1998                   |
| 84    | Faur          | Diesel hydraulique                           | 920 kW, B'B'. Identique à la série 80 mais adaptée pour la voie large. | 100 km/h        | 1998                   |
| 87    | Faur          | Diesel hydraulique                           | B'B'. Adaptées pour la voie étroite. Quatre sont actuellement en service (Cinq autres sont en service dans des sociétés privées).                                                                                           | 40 km/h         | 1979 - 1984            |
| 88    | Faur          | Locotracteur Diesel à transmission mécanique | 184 kW B. 81 ont été construits, mais un grand nombre ont été reclassés dans d’autres séries. | 40 km/h         | 1981 - 1984            |
| 89    | Faur          | Diesel hydraulique                           | 920 kW B'B'. | 100 km/h        | 2005 -                 |
| 95    | Faur          | Locotracteur Diesel à transmission mécanique | 88 kW B. 8 sont actuellement en service (dont 3 exploitées par SFT). | 55 km/h         | 1935 - 1950            |

### Rames automotrices Diesel
CFR Călători exploite des rames automotrices Diesel principalement pour des services voyageurs à courtes et moyennes distances, mais depuis peu, à la suite de la mise en service des rames Desiro de Siemens, elles sont également affectées à des relations InterCity à plus longues distances.

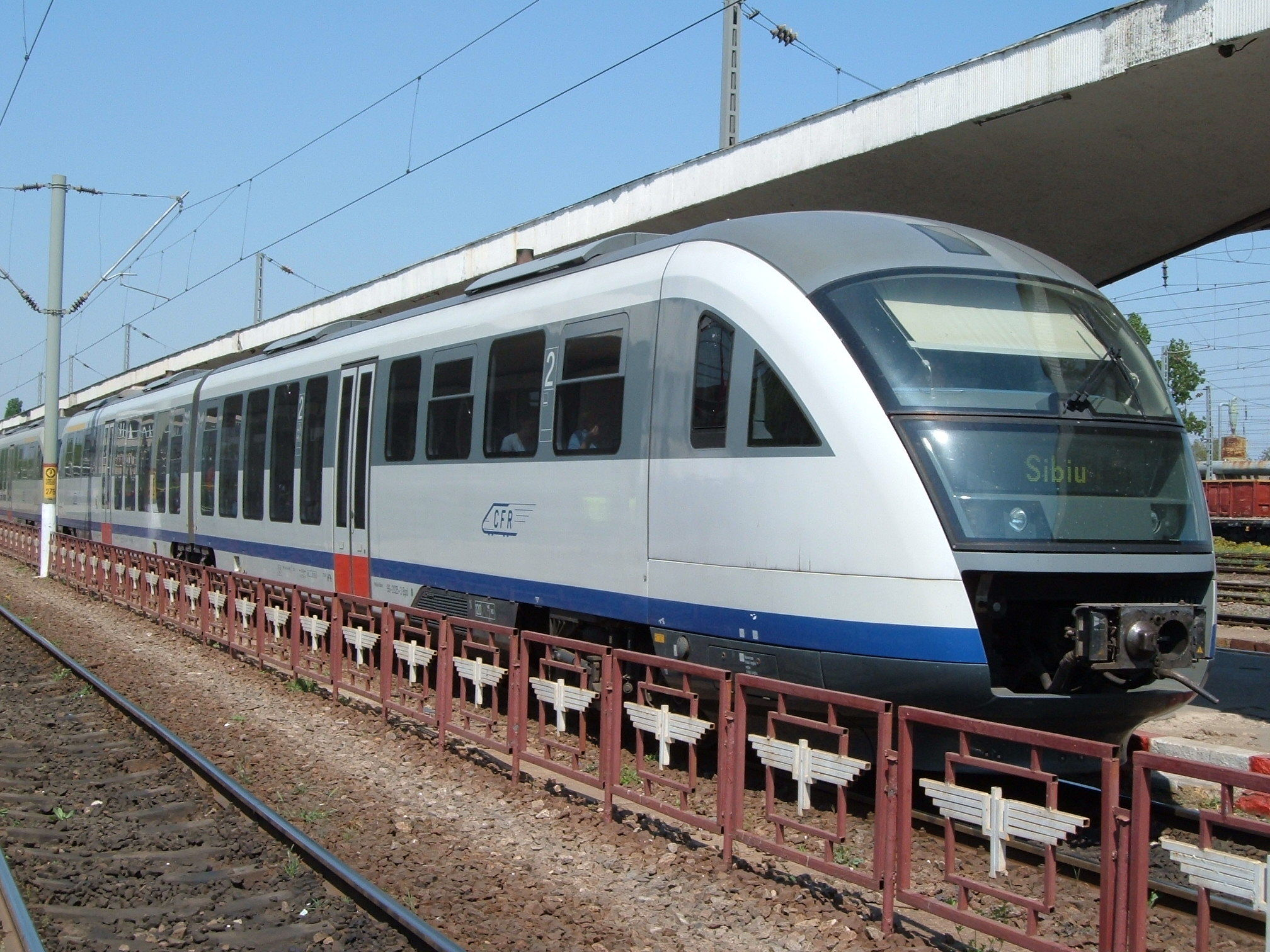
Rame Desiro construite par Siemens assurant la liaison Craiova-Sibiu

| Série         | Constructeur        | Caractéristiques | Vitesse maximum | Années de construction |
| ------------- | ------------------- | --- | --------------- | ---------------------- |
| 77            | Malaxa Bucarest     | 88 kW. Autobus sur rail archaïque utilisé principalement sur des lignes rurales dans les régions de Banat et de Bucovine. Progressivement radiés ou rénovés. | 70 km/h         | 1935 - 1942            |
| 78            | Malaxa Bucarest     | 162 kW. 31 unités en service, dont 29 entièrement remises en état. Pour la plupart sur des trains gouvernementaux officiels ou par des personnalités (certains sont équipés de lits, douches, etc.). | 100/120 km/h    | 1939 - 1954            |
| 79            | Voiture-bar Gorlitz | 132 kW. Ancien matériel de la Deutsche Bahn (classe 772) et totalement rénové par Marub à Brașov. Douze rames ont été achetées en 1993-1996 par les CFR pour une affectation aux services Personal des lignes rurales. | 90 km/h         | 1960 - 1977            |
| 91            | Marub Brașov        | 153/208 kW. Autobus sur rail à transmission hydraulique. Deux unités en service. Capacité : 56 places en seconde classe. | 80 km/h         | 1995                   |
| 96 (Desiro)   | Siemens             | 550 kW. Rames Diesel à transmission mécanique. 120 unités en service, dont certaines équipées de sièges plus confortables. Connues sous le nom de Săgeata Albastră (Flèche bleue). Actuellement affectées à des services Rapid, Accelerat et Personal. La version équipée de sièges plus confortables est affectée au service InterCity. | 120 km/h        | 2003 -…                |
| 98 (ex 91/92) | Duewag              | 485 kW. Acheté à la Deutsche Bahn, capacité : 12 places de première classe et 112 de seconde classe. Deux unités en service sur des services Accelerat ou Rapid en Transylvanie. | 120 km/h        | 1994                   |

### Rames automotrices électriques
Aucune rame automotrice électrique n’était en service avant 2006. Cette dernière année a vu l'arrivée des premières automotrices électriques achetées d'occasion à la SNCF et aux CFL, des Z 6100 tricaisses françaises et leurs équivalentes bicaisses luxembourgeoises, séries 250 et 260, surnommées "p'tit gris" en France et "Moulinex" dans le Grand Duché. Ces automotrices inox de banlieue ont été modifiées et modernisées par la société Remarul 16 Februarie Cluj et sont entrées en service (série 58) dans le cadre des trains Personal. De plus, les CFR ont passé commande de 30 rames électriques tricaisses Desiro de Siemens (ce modèle est identique à la série 96 Desiro mis à part le fait qu’elles sont à traction électrique et non pas Diesel) qui devraient être livrées au deuxième semestre 2007 et durant l'année 2008. Trois autres rames électriques doivent être encore commandées (peut-être du type Pendolino) pour les services InterCity sur les relations Bucarest-Brașov et Bucarest-Constanța, avec une vitesse limite de 220 km/h. Une rame électrique régionale à six caisses construite par Electroputere est restée à l’état de prototype depuis 1990 à cause de problème de moteurs et de freinage non résolus.

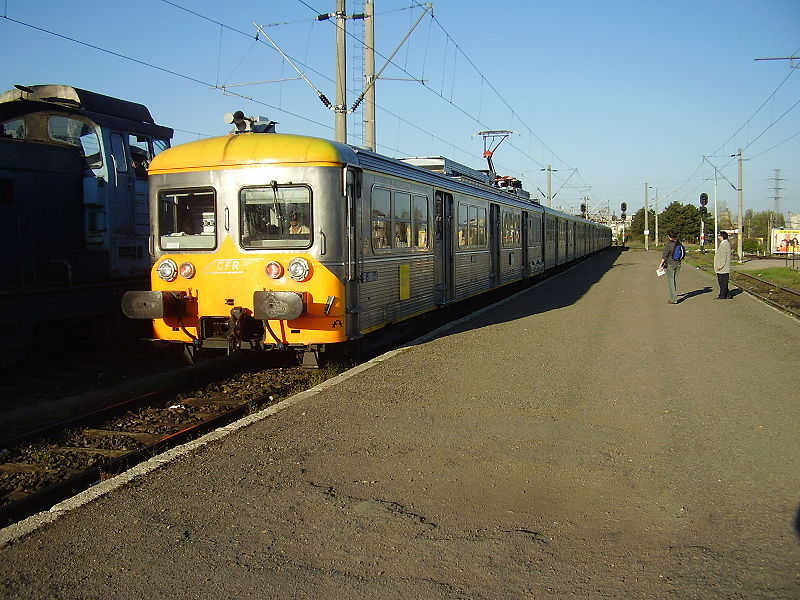
Une automotrice électrique série 58, ex-Z 6100, en gare de Cluj-Napoca.

| Série | Constructeur            | Caractéristiques | Vitesse maximum | Années de construction |
| ----- | ----------------------- | --- | --------------- | ---------------------- |
| 58    | Alstom, Carel et Fouché | 615 kW. Automotrices électriques inox de banlieue de la SNCF (version tricaisses) et des CFL (version bicaisses), transformées par Remarul 16 Februarie Cluj pour assurer des trains Personal. | 120 km/h        | 1965 - 1970            |

## Lien avec le sport
De nombreux clubs sportifs roumains, réservés à l'origine aux salariés de l'entreprise, sont issus de CFR. Les plus connus sont les clubs de football CFR Ecomax Cluj et CFR Timișoara, évoluant dans l'élite du championnat roumain pour le premier, à un niveau inférieur pour le second.